# Namibie
« Namibia » redirige ici.  Pour la bande dessinée, voir Namibia (bande dessinée).
République de Namibie
(en) Republic of Namibia 
La Namibie, en forme longue la république de Namibie (en anglais : Namibia et Republic of Namibia ; en afrikaans : Namibië et Republiek van Namibië ; en allemand : Namibia et Republik Namibia), est un pays situé en Afrique australe. Elle est bordée géographiquement à l'ouest par l'océan Atlantique, au nord par l'Angola, au sud par l'Afrique du Sud, à l'est par le Botswana et au nord-est par la Zambie. Sa limite la plus orientale est distante de moins de deux cents mètres du tripoint où se rejoignent les frontières du Zimbabwe, du Botswana et de la Zambie, sur le fleuve Zambèze, à la confluence de la rivière Kwando. Largement désertique, le pays doit son nom au désert du Namib, qui recouvre sa côte atlantique. Ses frontières orientales sont largement recouvertes par le désert du Kalahari. La capitale, qui est la ville la plus peuplée du pays, est Windhoek.
Avec une population d'environ 2,6 millions d'habitants, sa densité de population est la plus faible d'Afrique et l'avant-dernière au niveau mondial. La population consiste largement en des ethnies bantoues, notamment les Ovambos qui constituent près de la moitié de la population. Bien que le pays soit séculier, près de 90 % des habitants sont chrétiens. L'anglais est la langue officielle du pays, mais plusieurs autres langues y sont également parlées, dont l'allemand, l'afrikaans, le héréro et l'oshiwambo.
Le territoire du pays est colonisé par l'Allemagne en 1884 et devient alors le Sud-Ouest africain allemand. Entre 1904 et 1908, un génocide est commis contre les peuples héréro et nama. Pendant la Première Guerre mondiale, le territoire devient le Sud-Ouest africain, un territoire sous mandat de l'Afrique du Sud, sous laquelle l'apartheid est imposé à la fin des années 1940. Une guerre d'indépendance éclate en 1966 et aboutit à l'indépendance du pays en 1990. Depuis, le pays est une république à régime semi-présidentiel. Bien que multipartite, l'Organisation du peuple du Sud-Ouest africain (SWAPO) demeure le parti dominant. L'économie du pays repose principalement sur l'agriculture, la pêche, les activités minières et le tourisme.
La Namibie est membre de l'Organisation des Nations unies et de l'Union africaine. Elle est par ailleurs devenue observateur associé à la Communauté des pays de langue portugaise (CPLP) lors du sommet de Dili, en 2014.

## Géographie

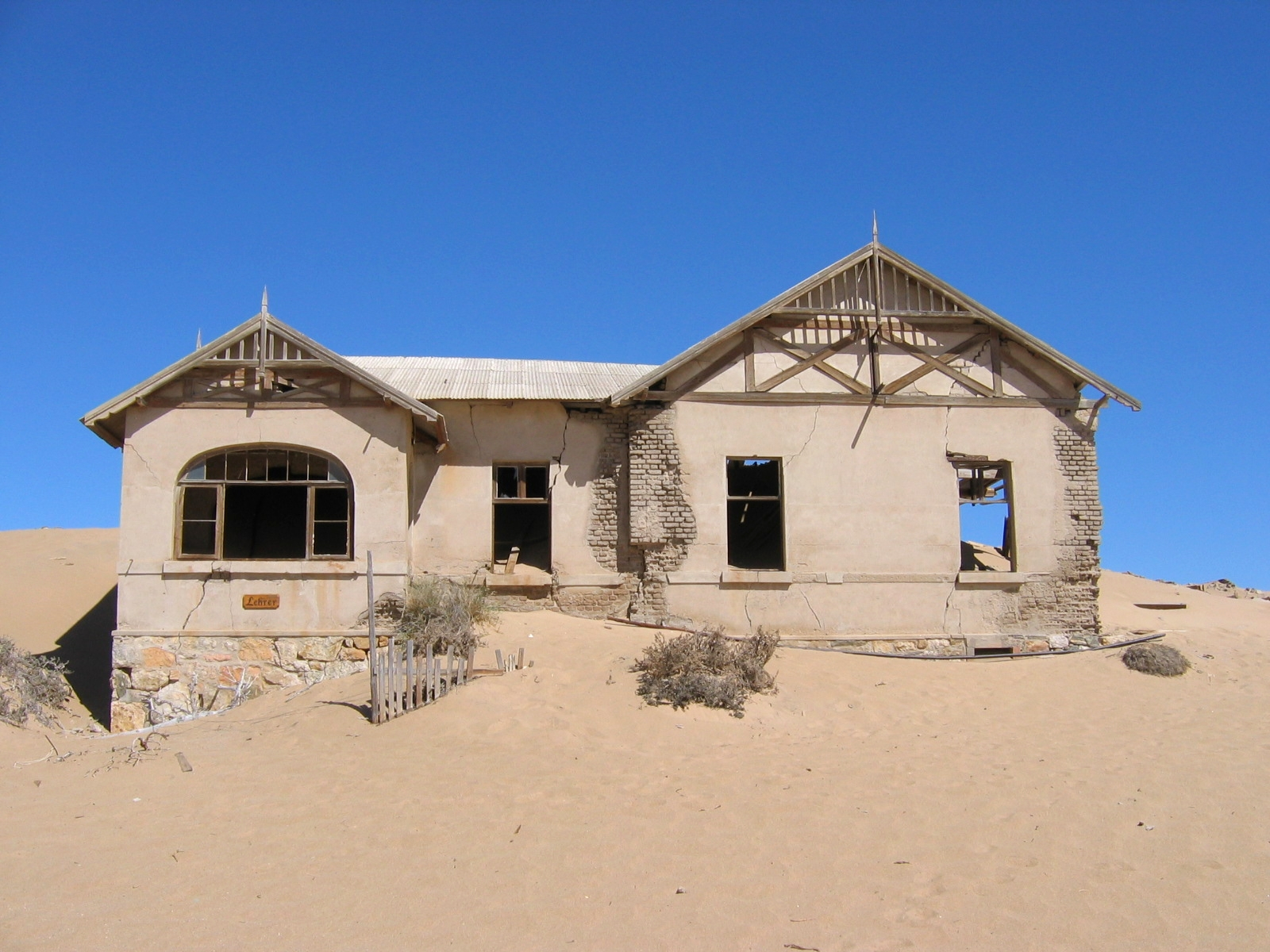
Maison dans le village abandonné de Kolmanskop.

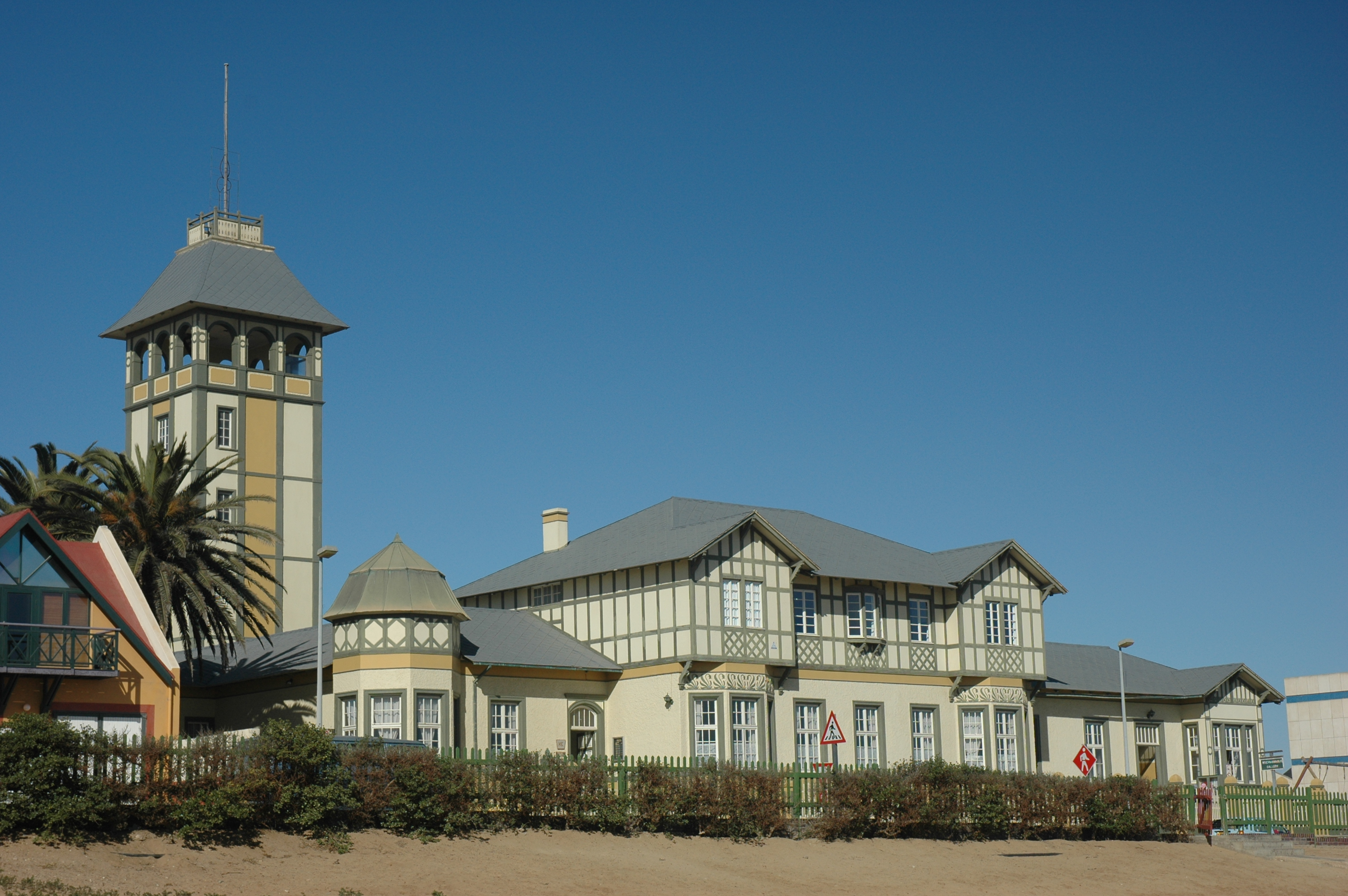
Swakopmund.

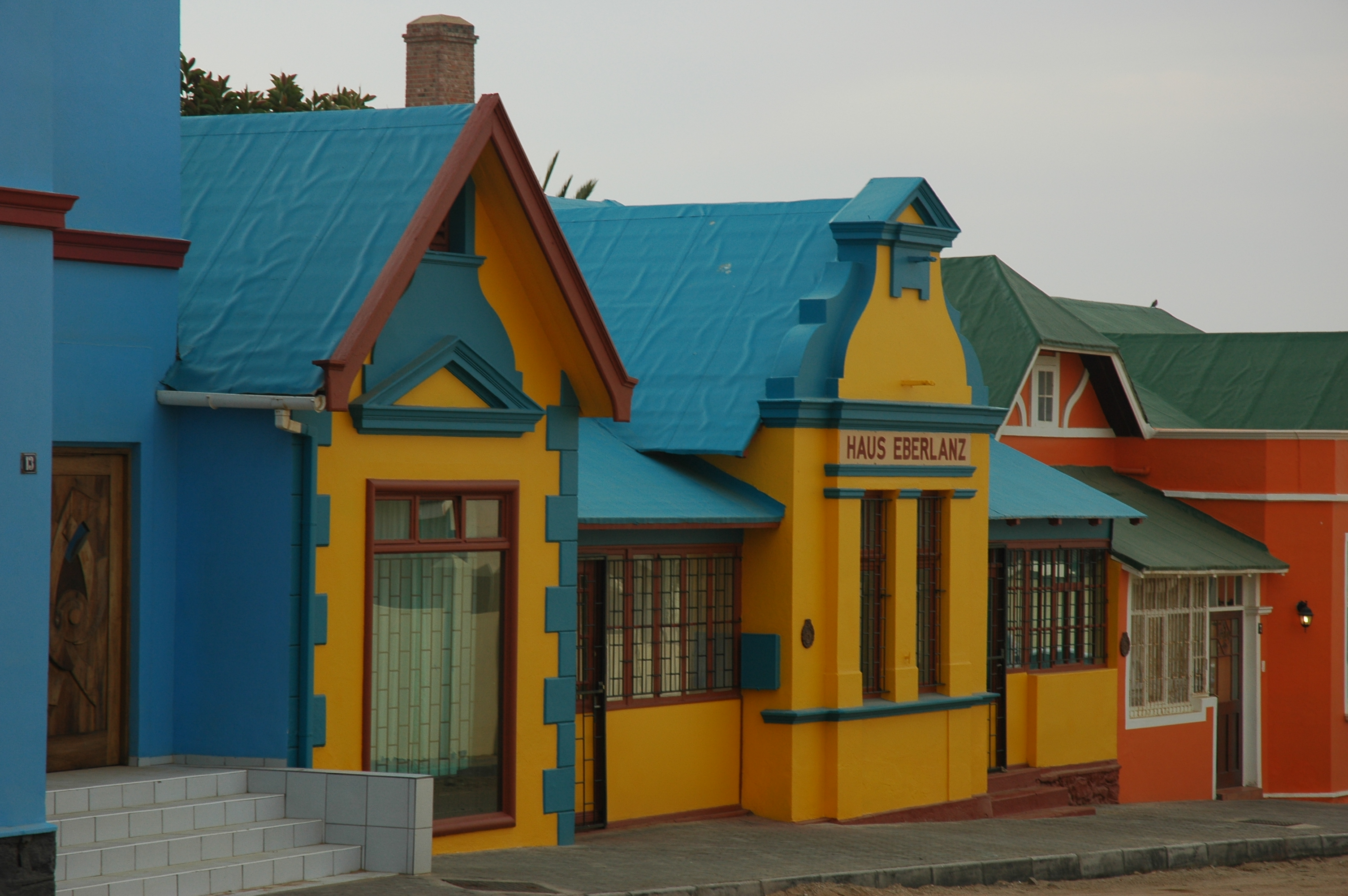
Lüderitz.

### Situation
La Namibie est un pays situé géographiquement dans la partie australe de l'Afrique. Son territoire est compris entre l'Angola au Nord, le fleuve Orange et l'Afrique du Sud au Sud, la côte atlantique à l'Ouest, le Botswana à l'Est, avec, d'Ouest en Est, le désert du Namib (le plus vieux désert du monde), le plateau central et le désert du Kalahari.

#### Territoires limitrophes
|  | Angola  | Zambie         |
|  | Namibie | Botswana       |
|  |         | Afrique du Sud |

### Topographie et hydrographie
On distingue quatre grands secteurs :
- le désert du Namib et les plaines côtières inhospitalières longeant l'Atlantique sur environ 2 000 km ;
- le plateau central, culminant à 2 606 m, où sont concentrées les villes ;
- le désert du Kalahari à l'est ;
- le bushveld boisé de l'Okavango et de Caprivi, au nord.

Situé dans le massif du Brandberg, le sommet le plus élevé de Namibie est le Königstein (2 573 m). Le plus long cours d'eau du pays est la rivière Fish de 650 km ; celle-ci se jette dans le fleuve Orange.

### Climat
L'été austral (d'octobre à avril) est la saison des pluies, caractérisée par des chaleurs torrides à l'intérieur des terres (journées pouvant dépasser 45 °C et nuits fraîches) et des températures plus atténuées sur la côte (25 à 30 °C) et les reliefs montagneux.
Durant l'hiver austral (de mai à septembre), l'air est souvent frais, avec des températures comprises entre 15 et 20 °C. Il peut faire jusqu'à 25 °C maximum. Sur la côte, il n'est pas rare de voir des températures autour de 10 °C. Les températures à l'intérieur des terres sont variables avec de brusques changements de température en une seule journée. Les nuits d'hiver namibiennes sont réputées être très froides (parfois légèrement négatives). Sur la côte, du fait de la collision de l'air froid du courant de Benguela avec l'air chaud des cellules de Hadley, une brume épaisse apparaît souvent, entre mai et octobre (plus de 180 jours de brouillard épais par an), qui rend la circulation des bateaux difficile et qui explique le grand nombre d'épaves (plus d'un millier) sur la côte des Squelettes.

### Armature urbaine

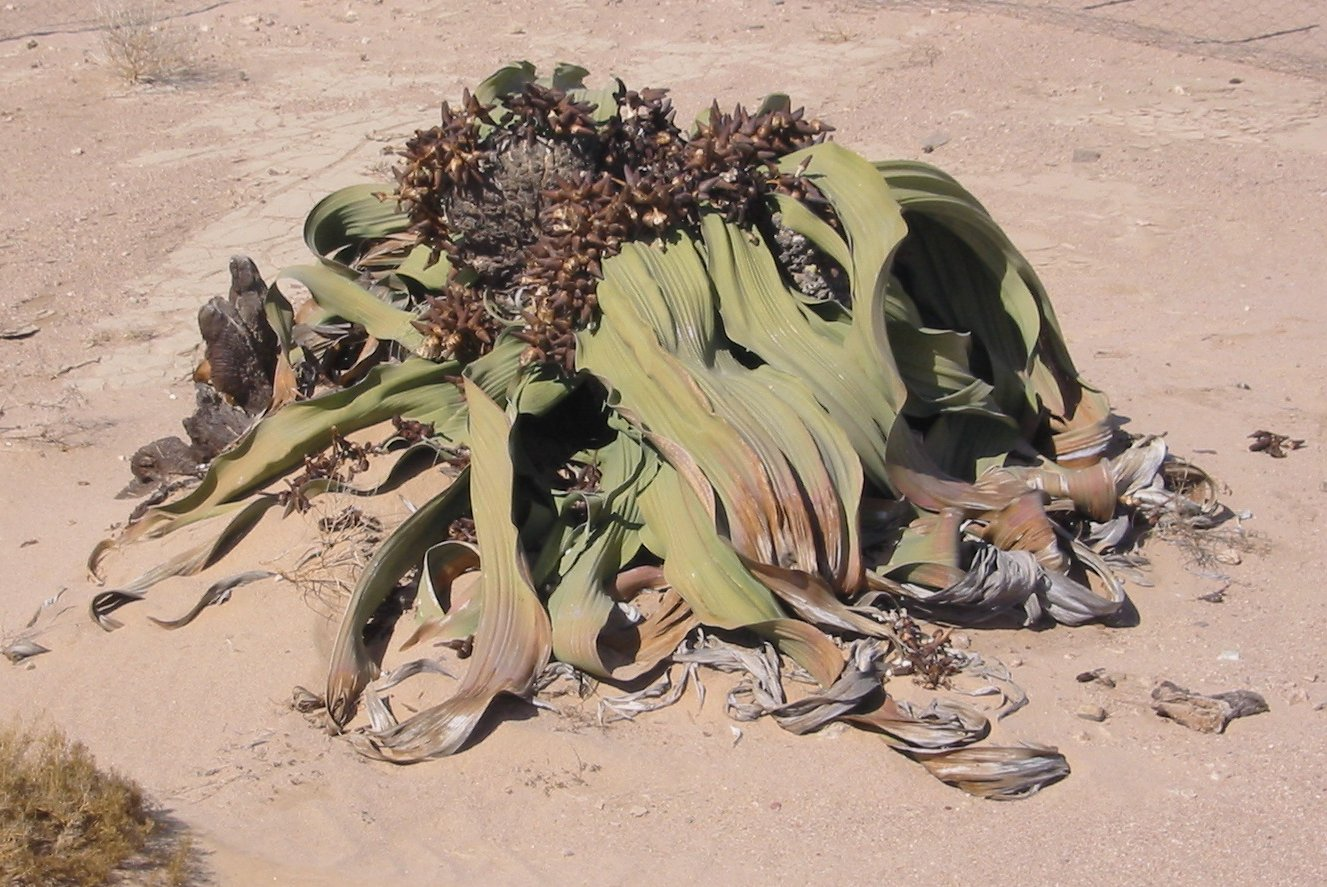
Welwitschia mirabilis.

Les villes sont listées par ordre de population.
- Windhoek
- Walvis Bay
- Rundu
- Swakopmund
- Oshakati
- Lüderitz
- Keetmanshoop
- Grootfontein
- Okahandja
- Otjiwarongo
- Outjo
- Gobabis
- Karasburg
- Rehoboth
- Mariental
- Katima Mulilo
- Ondangua
- Tsumeb

### Transport
Situé à 42 km à l'est de Windhoek, le principal accès aérien pour la Namibie est l'aéroport international Hosea Kutako. Il accueille des vols internationaux en provenance notamment d'Afrique du Sud (Johannesburg, Le Cap...) mais aussi de Zambie, du Zimbabwe et d'Allemagne. La compagnie nationale est Air Namibia.

## Histoire

### Préhistoire
Vers 1500 av. J.-C., les ancêtres des San, les premiers habitants du pays, réalisent des peintures rupestres. Les Bochimans sont ensuite rejoints et repoussés vers le désert du Kalahari par les Khoïkhoïs. Ces derniers sont, à leur tour, refoulés par la vague d'expansion bantoue (localement les Ovambos et les Héréros) dans la seconde moitié du Ier millénaire.

### Premiers colonisateurs
Les Portugais atteignent Cape Cross dès 1486, ils abordent les côtes de la région à partir de 1550, mais ils préfèrent se fixer plus au nord, dans les territoires qui constituent dorénavant l'Angola.
À partir de 1680, des colons néerlandais s'installent sur la côte. Ils vont cependant privilégier la région du Cap et les terres fertiles, plus au sud, dans ce qui deviendra l'Afrique du Sud. Entre 1793 et 1803, les Néerlandais sont chassés par les Britanniques, mais les populations d'Afrikaners restent.
En 1793, Walvis Bay, seule rade en eau profonde sur la côte namibienne, est annexée par la Colonie du Cap ; elle sera cédée aux Britanniques en 1878, qui la conserveront jusqu'en 1910. Elle reste la principale voie d'accès maritime à la Namibie.
À partir de la fin des années 1820, les missionnaires rhénans (luthériens allemands) établissent les premiers postes missionnaires du territoire. Le village de Wupperthal est ainsi fondé en 1829 par la Mission rhénane. Les missionnaires trouvent le pays occupé par les Héréros et les Namas en guerre constante et cherchent à s'assurer de la protection soit des Britanniques soit des Allemands.
Entre 1836 et 1884, le Transgariep est découvert progressivement par les explorateurs britanniques et allemands. En parallèle, entre 1840 et 1870, les Oorlams du chef Jonker Afrikaner dominent l'Hereroland et le Damaraland.
En 1860, la ville de Keetmanshoop est fondée par des missionnaires et colons allemands.

### Colonisation allemande

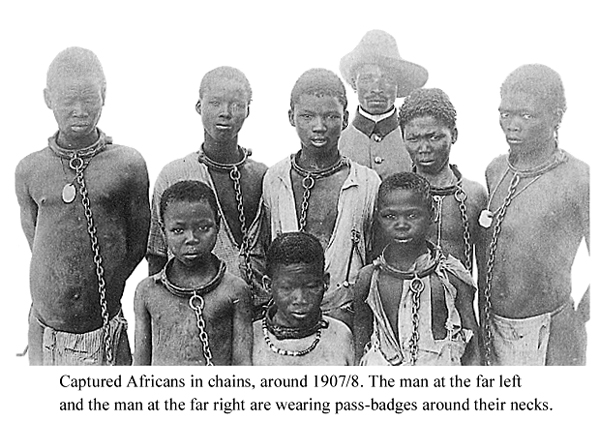
Africains capturés et enchaînés vers 1907-1908.

En 1884, Lüderitz est fondée par un négociant allemand de Brême. Le territoire entre le fleuve Kunene et le fleuve Orange devient le protectorat du Sud-Ouest africain allemand (Deutsch-Südwestafrika). En 1885, Heinrich Göring devient le gouverneur de la nouvelle colonie allemande et entreprend de signer des traités avec les peuples locaux.
En 1894, Swakopmund est fondée sur la côte atlantique à une cinquantaine de kilomètres au nord de l'enclave britannique de Walvis Bay, seul port en eau profonde de la côte.
En 1904, des autochtones héréros se soulèvent et sont massacrés par les Allemands sous le commandement du général Lothar von Trotha. Des camps de concentration sont créés, à l'instar de ceux installés par les Britanniques en Afrique du Sud lors de la seconde guerre des Boers. Dans le Sud-Ouest africain, la population héréro est ainsi réduite, dans un contexte d'hygiène déplorable, de famines et surtout d'ordre de l'administration coloniale allemande d'extermination de tous les Héréros, de 80 000 à 150 000 individus. Quelque 10 000 Namas ont également été tués. Ce massacre des Héréros et des Namas est considéré comme le premier génocide du XXe siècle,,. Le 28 mai 2021, les autorités allemandes ont reconnu, par un communiqué du ministre des Affaires étrangères Heiko Maas, le caractère génocidaire du massacre.

### Du mandat sud-africain à l'occupation sous surveillance de l'ONU

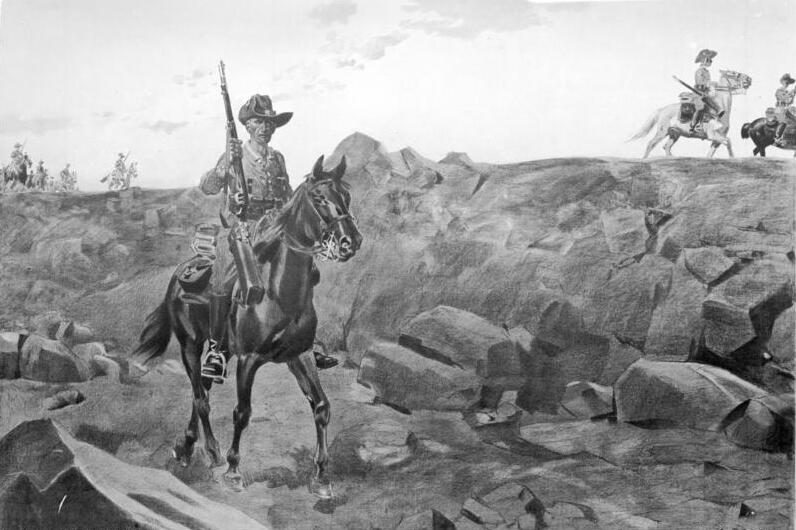
Illustration coloniale du cavalier allemand du Sud-Ouest, modèle du Reiterdenkmal.

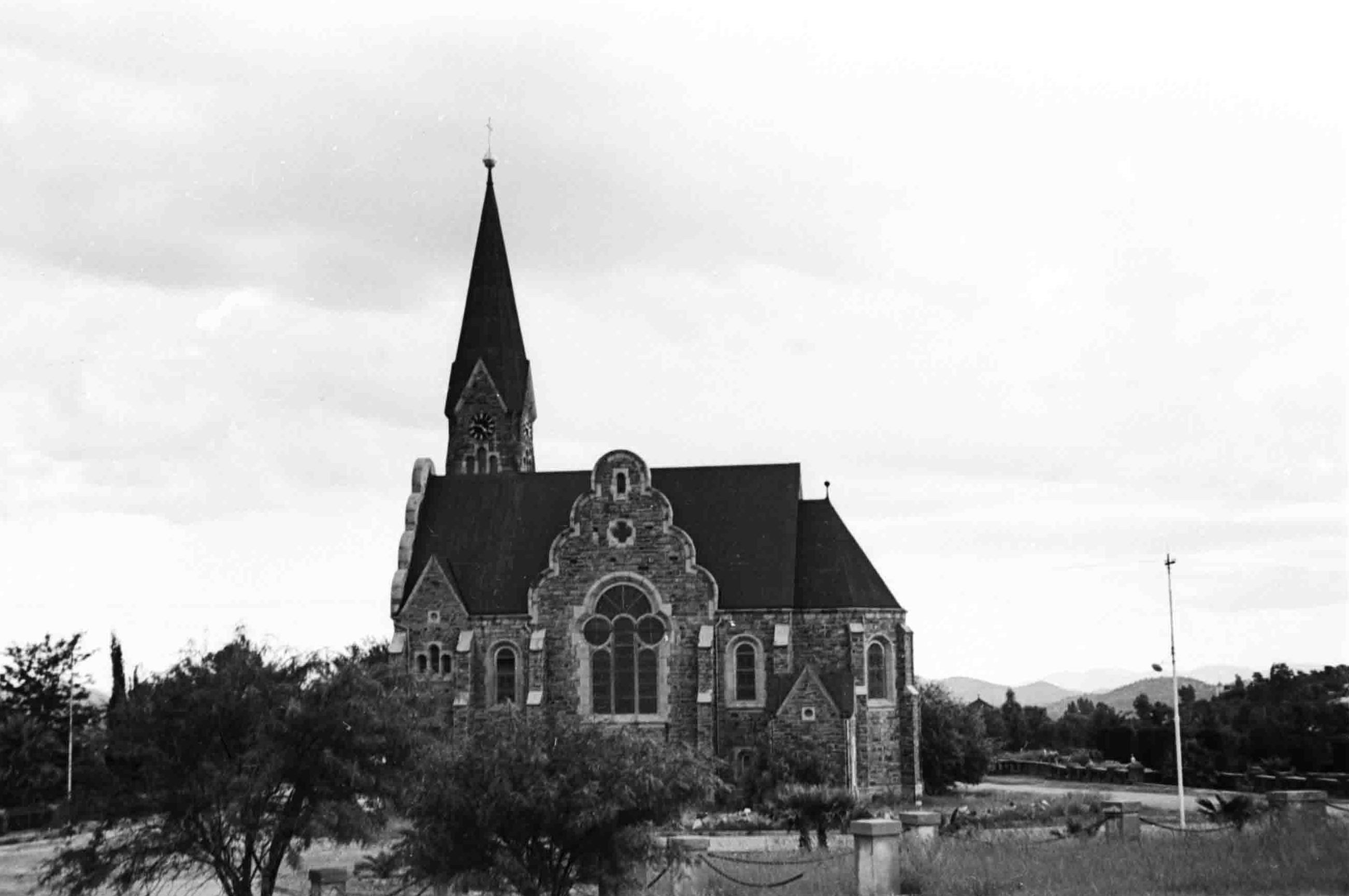
L'église luthérienne de Windhoek en 1910.

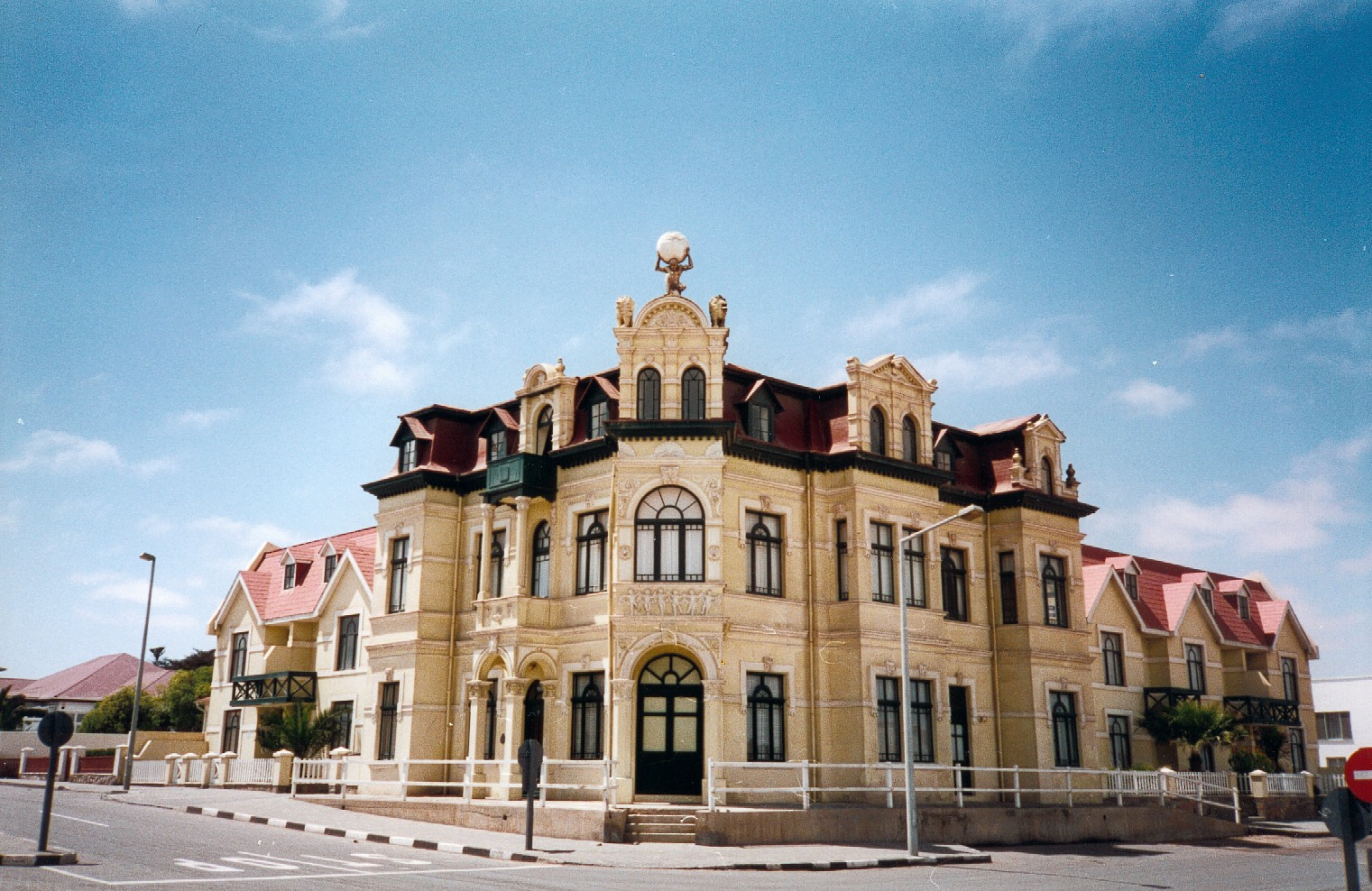
Le bâtiment Hohenzollern à Swakopmund.

En 1915, la colonie allemande est conquise par les troupes de l'union d'Afrique du Sud lors de la Première Guerre mondiale. En 1920, par décision de la Société des Nations (SDN), le Sud-Ouest africain passe sous mandat britannique et donc de l'Afrique du Sud.
En 1946, l'Afrique du Sud demande l'annexion du Sud-Ouest africain à l'Organisation des Nations unies, successeur de la SDN.
En 1949, la constitution du Sud-Ouest africain est révisée par le gouvernement de Daniel François Malan qui a amené le Parti national au pouvoir en Afrique du Sud un an plus tôt. Une représentation directe du territoire au parlement sud-africain est désormais assurée par six députés et quatre sénateurs alors que la tutelle sur les populations indigènes est désormais du seul ressort du gouvernement de Pretoria.
En 1959, le massacre d'Old location, quartier réservé aux Noirs de Windhoek, fait 57 tués lors d'une manifestation de protestation contre la mise en place de l'apartheid. En 1960, en marge de travaux à l'ONU, se constitue, d'abord sous forme syndicale, l'Organisation du peuple du Sud-Ouest africain, plus connue sous son acronyme anglais : SWAPO (South West Africa People's Organization). Cette organisation s'impose progressivement comme le chef de file pour la résistance à l'occupation sud-africaine et l'accès à l'indépendance.
À partir de 1966, l'ONU organise une surveillance extérieure du territoire. L'assemblée générale crée un comité spécial dans le cadre d'une résolution adoptée le 27 octobre. Cette instance gère les relations internationales du territoire ainsi que sa politique de coopération. En 1967, la guérilla de la SWAPO contre la présence sud-africaine débute. En 1968, le Sud-Ouest africain est rebaptisé Namibie par l'ONU. En 1971, la Cour internationale de justice reconnaît l'illégalité de la présence sud-africaine en Namibie.
Le 12 septembre 1973, dans sa résolution no 3111, l'Assemblée générale des Nations unies reconnaît à la SWAPO le titre de « représentant unique et authentique du peuple namibien ». À ce moment, John Vorster, le Premier ministre d'Afrique du Sud, abandonne les objectifs du rapport Odendaal et décide, dans le cadre de sa politique de détente avec les pays africains, de s'engager dans la voie de l'autodétermination du territoire « y compris celle de l'indépendance ». Il va ainsi faire de la Namibie un terrain d'expérimentation politique dont il compte réutiliser les résultats pour la Rhodésie du Sud alors dirigée par Ian Smith (résultats qui servent de modèle pour l'Afrique du Sud elle-même dans les années 1990).
Le 24 avril 1974, l'élection de l'assemblée législative du Sud-Ouest africain est remportée par le parti national du Sud-Ouest africain, déjà vainqueur de cette élection en 1950, 1953, 1955, 1961, 1965 et 1970. Ce sera la dernière élection lors de laquelle seuls les Blancs de Namibie auront le droit de voter. En novembre 1974, l'Assemblée législative du Sud-Ouest africain, dominée par le Parti National du Sud-Ouest africain, invite l'ensemble des autorités du territoire, y compris les autorités tribales et les représentants des partis politiques noirs, à participer aux pourparlers constitutionnels de la conférence de la Turnhalle qui durent deux ans de septembre 1975 à octobre 1977 ; la SWAPO et la SWANU déclinent l'invitation.
En juillet 1975, le ministre de l'administration et du développement bantou de John Vorster, Michiel Coenraad Botha, met fin à un projet de délocalisation des tribus Ovaherero dans le Bantoustan du Hereroland dans l'est du pays. Ce faisant, Botha met fin à la mise en œuvre des conclusions du rapport Odendaal.

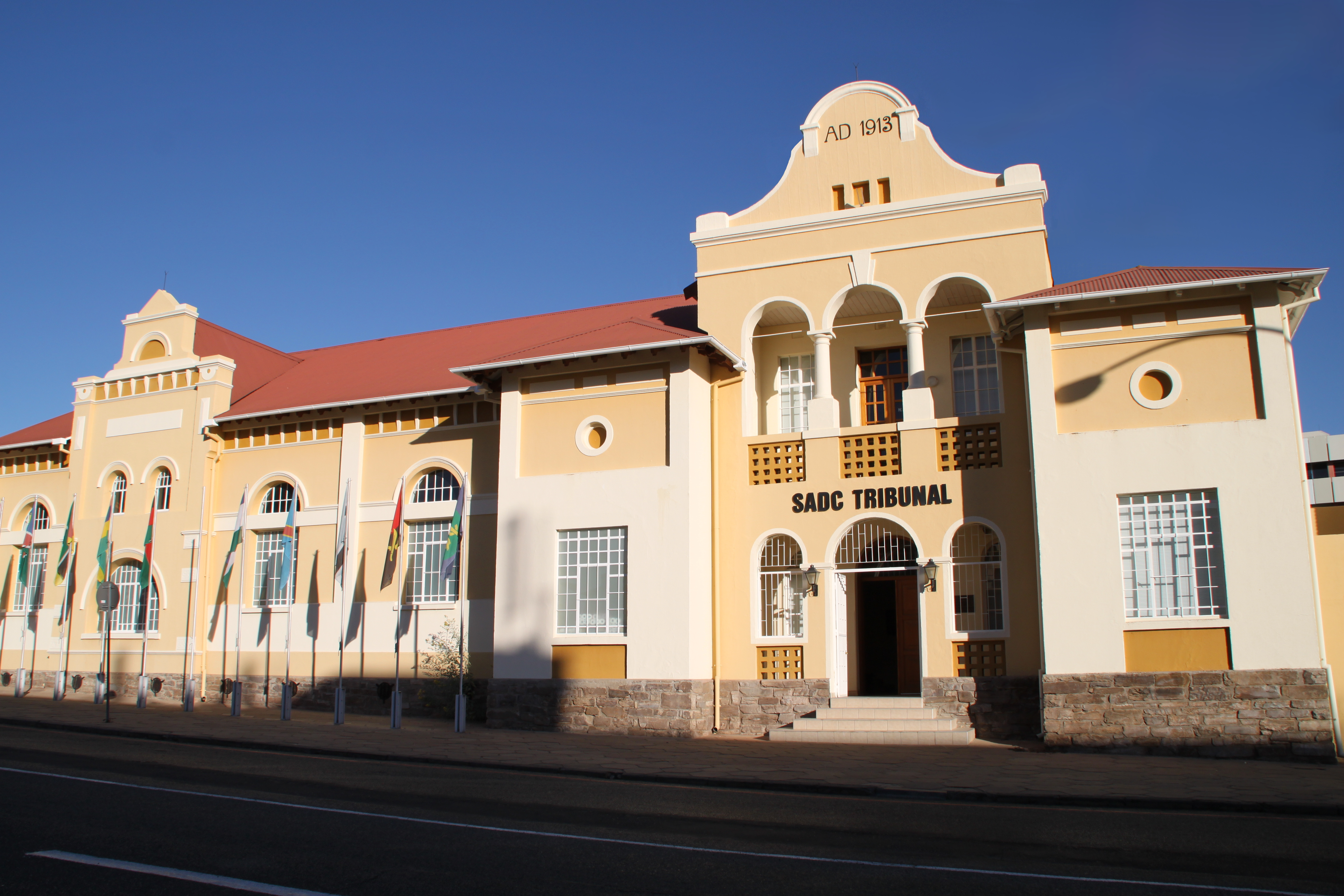
Le bâtiment de la Turnhalle où eut lieu la conférence constitutionnelle de la Turnhalle.

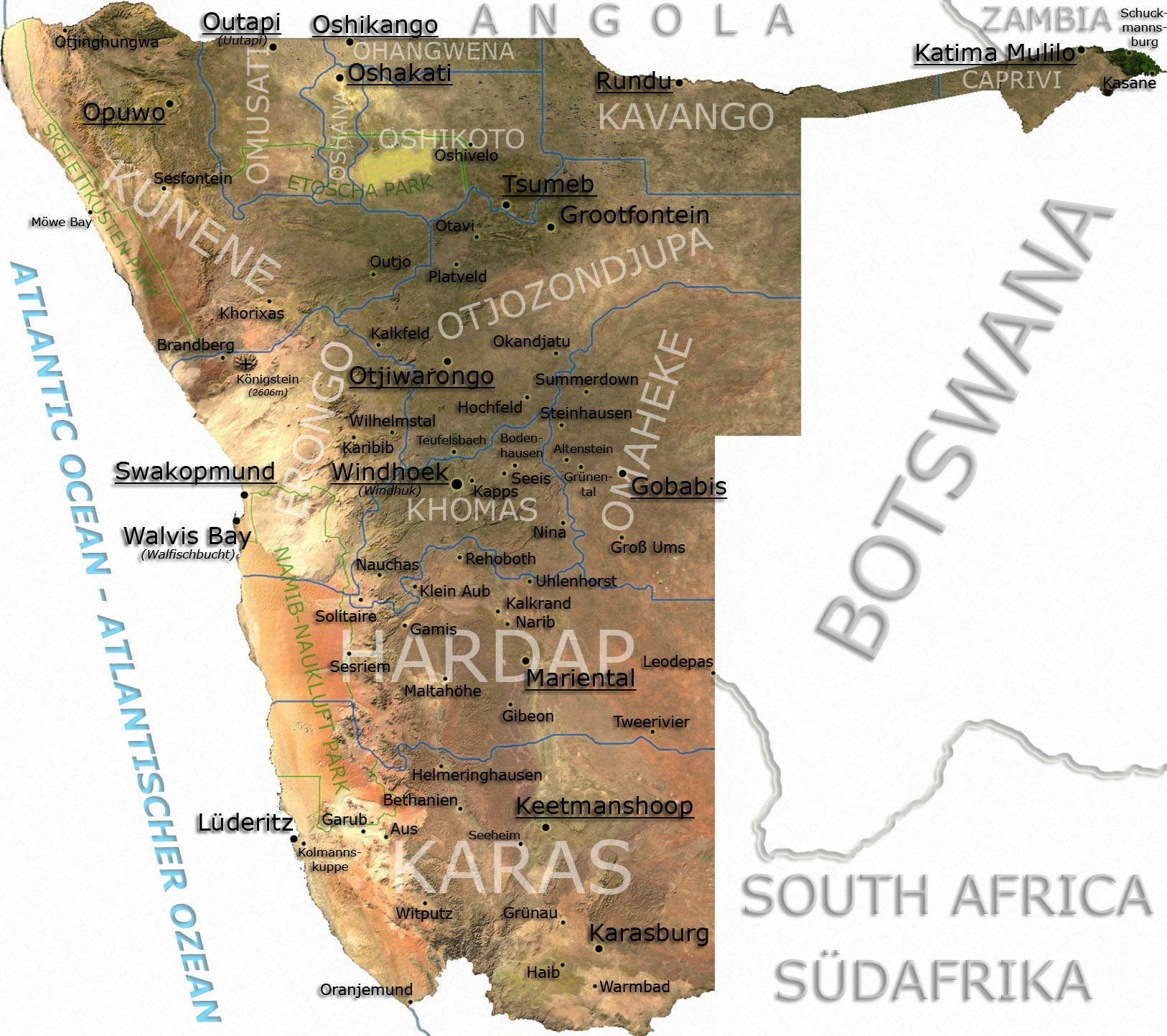
Carte de la Namibie.

Le 1er septembre 1975, la conférence constitutionnelle de la Turnhalle commence.
En avril 1976, Andreas Shipanga, l'un des cofondateurs de la SWAPO, dénonce le népotisme, la corruption et l'inefficacité de la direction du mouvement. Avec 2 000 de ses partisans dont Nathaniel Maxuilili, il tente de s'emparer du quartier général du parti à Lusaka en Zambie. Sam Nujoma est obligé de requérir l'aide du président Kenneth Kaunda pour éviter d'être démis de ses fonctions par la force. Les rebelles sont finalement arrêtés et emprisonnés, et accusés de collusion avec l'Afrique du Sud. Certains sont relâchés au bout de six mois, d'autres sont transférés dans des camps en Tanzanie, d'autres encore disparaissent définitivement ; Shipanga n'est lui-même libéré qu'en mars 1978.
Le 14 août 1976, Dirk Mudge, dirigeant du Parti national du Sud-Ouest africain, appelle les Blancs à rejoindre les Noirs sur le chemin de l'indépendance. Le 16 août, les délégués de la conférence constitutionnelle de la Turnhalle se mettent d'accord sur un gouvernement intérimaire chargé de transformer le territoire en un État indépendant sur le modèle d'une fédération. Le 20 décembre, dans sa résolution no 385, l'Assemblée générale des Nations unies refuse de reconnaître l'évolution interne de la Namibie et apporte « son soutien à la lutte armée » menée « sous la conduite de la SWAPO ».
Le 18 mars 1977, le principe d'un gouvernement à trois niveaux est adopté à la conférence de la Turnhalle : un pouvoir central, des autorités locales à base ethnique, des autorités municipales. L'Assemblée nationale serait élue au suffrage indirect par l'intermédiaire d'assemblées locales. Le nom du futur État fait l'objet d'un compromis : « Sud-Ouest africain / Namibie », du moins pour la période intérimaire. En mai, les Blancs se prononcent à plus de 60 % pour les propositions de la Turnhalle et acceptent le principe de l'indépendance.
En août, la gestion de l'enclave de Walvis Bay (rattachée depuis 1971 aux autorités de la province du Cap) est transférée au gouvernement sud-africain et est ainsi soustraite au processus d'indépendance. Le sort des terres est aussi évoqué lors de la conférence mais les délégués se séparent sur un constat d'échec. En septembre, Dirk Mudge entre en conflit avec la direction du Parti national du Sud-Ouest africain, présidé par A. H. du Plessis, qui souhaite conserver des lois d'apartheid. Mis en minorité de justesse, Mudge et quatre-vingts de ses partisans quittent le parti en octobre et créent le Parti républicain.
En octobre, le nouvel administrateur sud-africain, Martinus Steyn, un juge à la réputation de libéral, abroge la loi ségrégationniste sur les mariages mixtes puis celle sur l'immoralité. Les contrôles intérieurs sont supprimés sur tout le territoire à l'exception de la zone diamantifère (où ils sont toujours en vigueur de nos jours) et de la frontière septentrionale. Le 6 novembre, Mudge conclut une alliance avec dix autres mouvements ethniques dont la NUDO de Clemens Kapuuo pour former l'Alliance démocratique de la Turnhalle (Democratic Turnhalle Alliance ; DTA), dont la présidence est confiée à Kapuuo.
Le 27 mars 1978, Clemens Kapuuo est assassiné par des inconnus. La SWAPO, qu'il combattait très durement, est accusée. Cet assassinat provoque de violents affrontements à travers le pays entre Ovambos de la SWAPO et Héréros de la NUDO. Un climat d'insécurité inconnu jusque-là s'installe dans le pays et touche toutes les communautés. Le 4 mai, l'armée sud-africaine lance un raid meurtrier sur un camp d'entraînement de la SWAPO à Cassinga en Angola (867 morts et 464 blessés). Le 29 septembre, les Nations unies votent la résolution 435 exigeant le retrait de l'Afrique du Sud et l'indépendance de la Namibie. En décembre 1978, les premières élections ouvertes aux Blancs et aux Noirs selon le principe « un homme, une voix », boycottées par la SWAPO et non reconnues par les Nations unies, sont remportées par l'Alliance démocratique de la Turnhalle. Une assemblée constituante namibienne est mise en place.
Le 21 mai 1979, l'ancienne Assemblée constituante du Sud-Ouest africain, devenue Assemblée nationale du Sud-Ouest africain, vote la loi sur l'abolition totale de la discrimination raciale. Le jour même, Windhoek devient le siège de l'administration politique du pays (à l'exception encore de la police, de l'armée, de la justice et des affaires étrangères). Le 11 juillet, tous les lieux publics sont ouverts aux populations de couleur et une loi anti-discrimination est promulguée. Les derniers vestiges législatifs de la ségrégation raciale sont ainsi balayés. À la fin de l'année, un accord général est adopté sur la création d'une zone démilitarisée de part et d'autre de la frontière du nord, mais sans succès.
En avril 1980, le nouvel administrateur sud-africain, Gerrit Viljoen, promulgue la nouvelle constitution. La police et l'armée locale sont désormais placées sous le contrôle de l'assemblée. Le 1er juillet, le premier gouvernement du Sud-Ouest Africain / Namibie est mis en place avec un conseil des ministres de onze membres présidé par Dirk Mudge.
Le 18 janvier 1983, le conseil des ministres namibien démissionne à la suite du refus de l'administrateur sud-africain, Danie Hough, de promulguer une loi relative aux fêtes légales namibiennes. L'Assemblée nationale est dissoute et l'administrateur sud-africain cumule les pouvoirs exécutifs, administratifs et législatifs.
En juin 1985, un gouvernement intérimaire et une assemblée sont remis en place par l'Afrique du Sud.
En 1988-1989, des accords sont signés sous l'égide des Nations unies pour une transition vers l'indépendance du Sud-Ouest africain / Namibie. En 1989, la SWAPO gagne les premières élections générales auxquelles elle participe.

### Indépendance
Le 21 mars 1990, la Namibie devient indépendante. Sam Nujoma est le premier président de la Namibie. La SWAPO est majoritaire et ses représentants dirigent, depuis, le pays. En 1992 se déroulent les premières élections municipales post-indépendance. En 1994, l'enclave sud-africaine de Walvis Bay (principal port du pays) est cédée à la Namibie.
En 2005, Sam Nujoma passe la main à son successeur Hifikepunye Pohamba. Celui-ci est un fidèle de Sam Nujoma et un des fondateurs de la SWAPO. La SWAPO reste d'ailleurs en position dominante à l'Assemblée nationale. Hifikepunye Pohamba est réélu pour un second mandat en 2009, il devient un des lauréats du prix Mo-Ibrahim pour sa gouvernance du pays, puis en décembre 2014, son Premier ministre Hage Geingob est élu président et lui succède en 2015.
En 2019, certaines régions de Namibie sont exposées à la pire sécheresse depuis soixante à quatre-vingt-dix ans, alors qu'aucune pluie n'est tombée en deux ans et que la plus grande partie du bétail a péri. Les autorités déclarent en mai l'état de catastrophe naturelle et demandent une aide internationale : « Les moyens de subsistance d'une majorité de Namibiens sont menacés, notamment ceux qui dépendent des activités de l'agriculture », déplore la Première ministre Saara Kuugongelwa-Amadhila. Fin 2019, le président Hage Geingob est réélu pour un second mandat avec un score en baisse. La SWAPO est au pouvoir depuis 1990. Hage Geingob meurt en fonction le 4 février 2024, à l'âge de 82 ans, et est remplacé par son vice-président Nangolo Mbumba, qui termine le mandat de son prédécesseur. Netumbo Nandi-Ndaitwah lui succède en mars 2025.

## Économie
En 2024, la Namibie est classée en 102e position pour l'indice mondial de l'innovation.
La chute des cours des matières premières et une sécheresse persistante ont fait reculer le produit intérieur brut (PIB) du pays en 2017 et 2018 et provoqué une augmentation du chômage.

Évolution du PIB réel par habitant de différents pays d'Afrique australe.

### Eau et énergies
En 2023, 55 % de la population a accès à l'électricité et 91 % a accès à des sources d'eau potable améliorées.
Les premières centrales électriques utilisant des ressources renouvelables sont construites par InnoVent dans les années 2010 (solaire et éolien),.

### Activités extractives
Les principales ressources du pays proviennent de son sous-sol et de ses nombreuses mines d'uranium, de cuivre, d'argent et de diamants[réf. souhaitée].
Ainsi, la production de diamants représente quelque 40 % du produit intérieur brut (PIB), suivie par l'industrie de la pêche. Dans les autres secteurs, la Namibie reste dépendante de son voisin sud-africain.
En 2022 sont découverts des gisements très importants de pétrole au large des côtes. Les réserves sont estimées à 11 milliards de barils et permettraient de doubler le PIB à l'horizon 2040.

### Tourisme

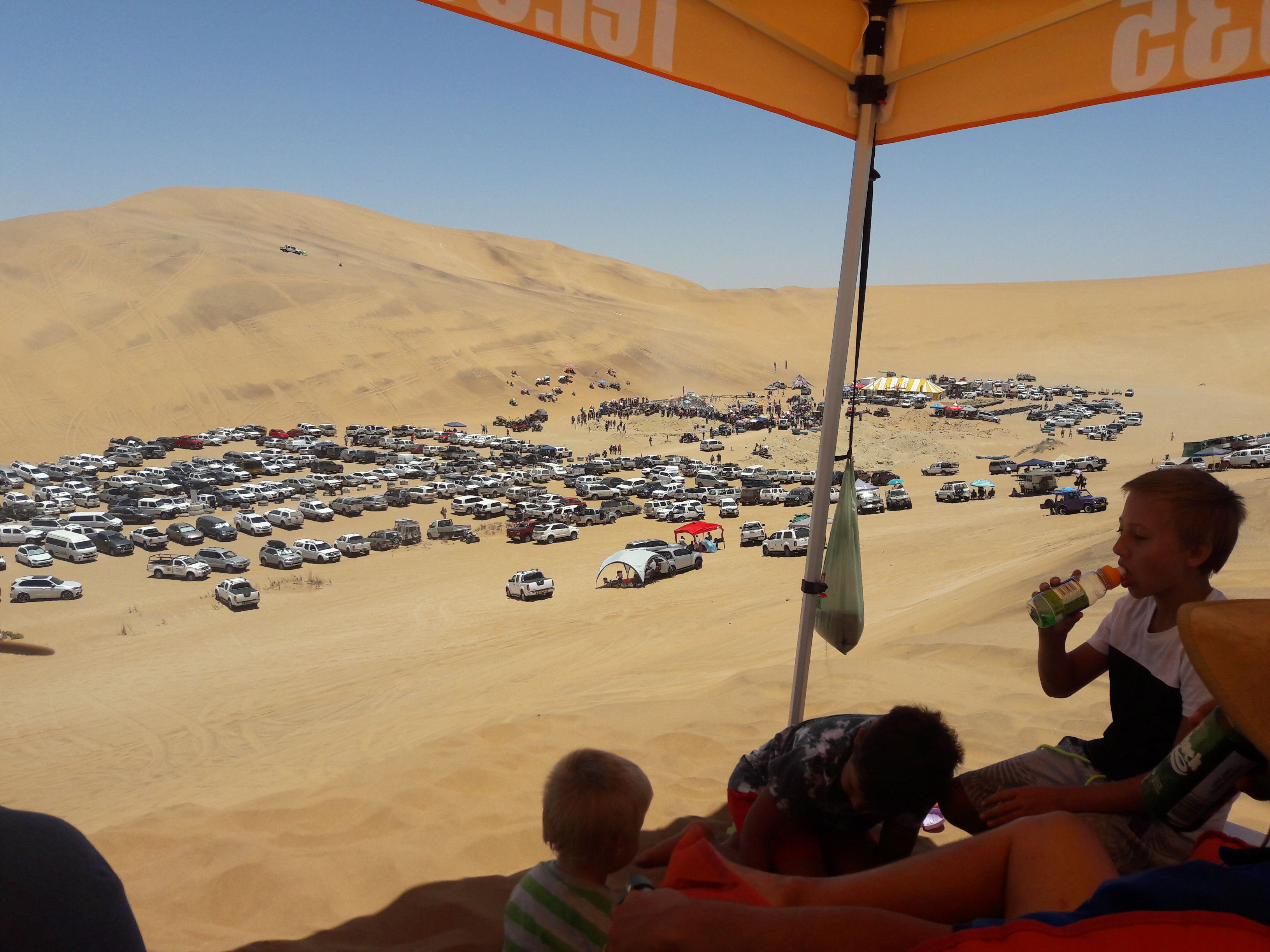
Vasyt, le rallye dans les dunes.

En raison de son patrimoine naturel et de sa faune, la Namibie se caractérise par un secteur de chasse sportive et récréative actif. Cette activité attire de nombreux chasseurs étrangers qui perpétuent la culture du trophée. Cette activité est souvent dénoncée pour la menace qu'elle fait peser sur la préservation de la faune et les équilibres environnementaux.

### Emploi
En 2021, le taux de chômage est estimé à 21 %. Un dispositif d'allocation universelle y est expérimenté.

### Réseaux de transport et de communication
Deux autoroutes transafricaines traversent la Namibie :
- Transafricaine 3, Tripoli - Le Cap ;
- Corridor Trans-Kalahari (en), Walvis Bay - Maputo.

Le réseau routier namibien est organisé autour d'un axe nord-sud bitumé (6 199 km en 2010) au centre du pays qui se divise à ses deux extrémités en deux axes ouest-est pour rejoindre au nord l'Angola et la Zambie et, au sud, l'Afrique du Sud et le Botswana. Le pays dénombre en 2010 un total de 44 428 km de routes de tous types de revêtement.
Le pays dispose d'un aéroport international, l'aéroport international Hosea Kutako de Windhoek, situé à 45 km de la capitale.
L'établissement public de la Namibian Ports Authority (en), créée en 1994, gère les deux principaux ports du pays : Walvis Bay et Lüderitz.

## Population et société

### Démographie

Évolution de la démographie entre 1960 et 2010 (chiffre de la DAES, 2012). Population en milliers d'habitants.
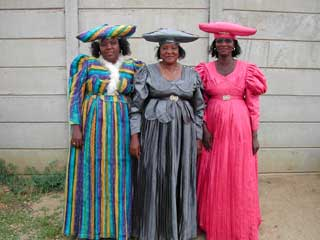
Femmes héréros de Namibie.
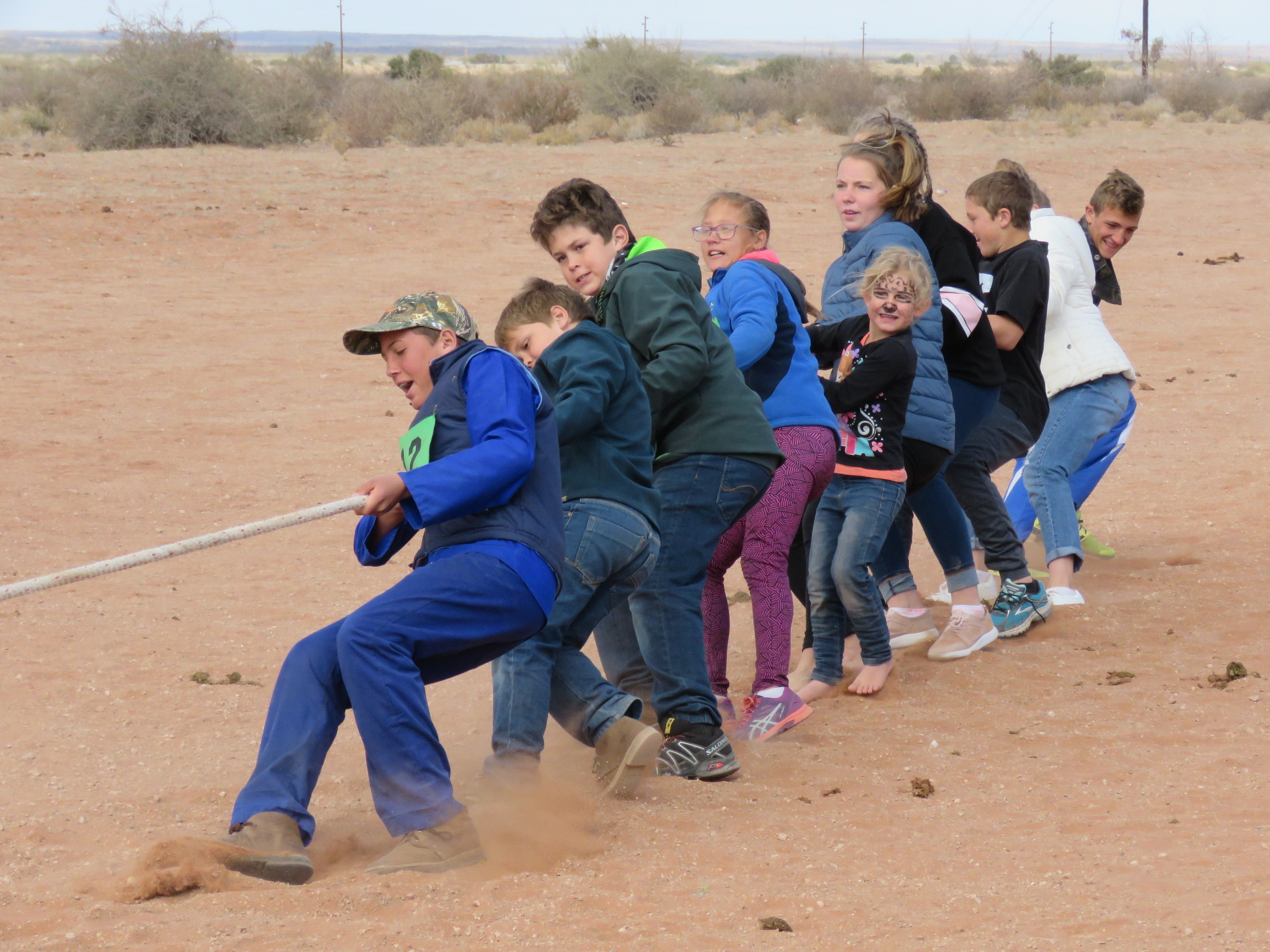
Enfants afrikaners de Namibie jouant à la corde.
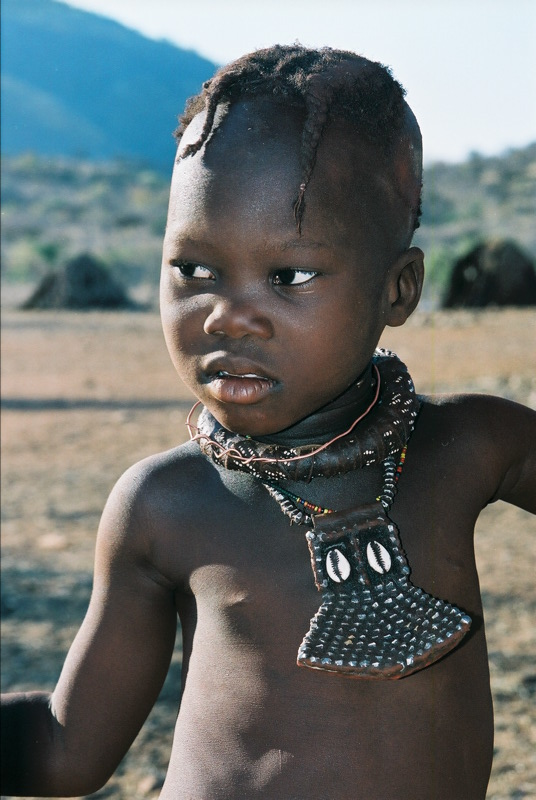
Enfant himba de Namibie.
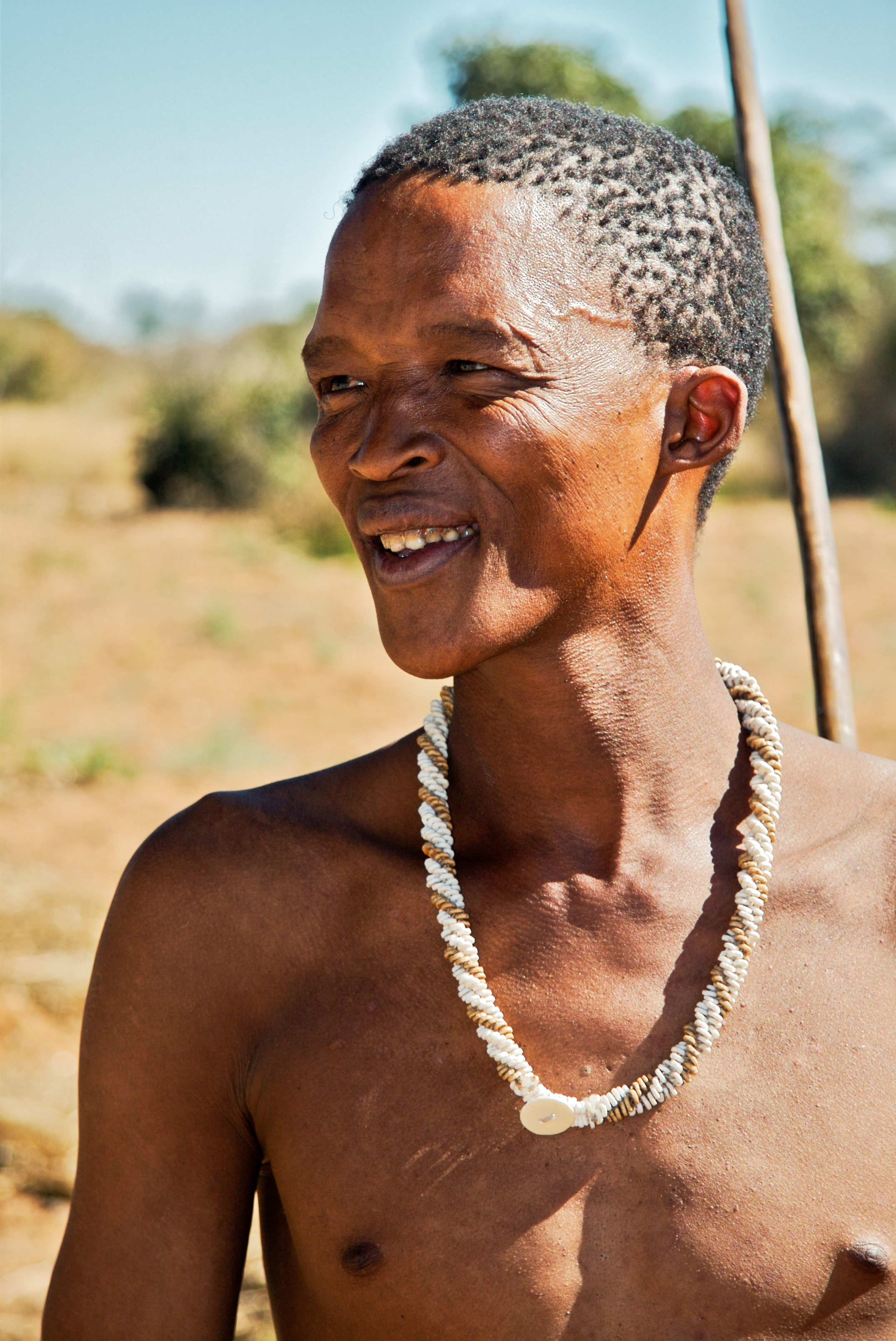
Homme san de Namibie.

La population namibienne est ethniquement diversifiée. Elle est majoritairement noire bantoue avec des minorités blanches, afrikaner et allemande (7 %), chinoise (2 %) et des métis (6,5 %).
C'est l'ethnie ovambo qui est majoritaire au sein des Bantous et qui monopolise les postes politiques. Des San, de langue khoïsan, forment la population autochtone mais sont très minoritaires, même si les Namas sont près de 200 000.
Depuis 1990, le pays attire des investisseurs allemands qui s'installent en Namibie pour travailler dans le secteur du tourisme ou du commerce[réf. souhaitée], et plus récemment dans le secteur de la sidérurgie ou de l'énergie.

### Langues
La langue la plus parlée est l'oshiwambo qui concerne 48 % des locuteurs namibiens (de langue maternelle). La langue khoïkhoï arrive deuxième avec 11 % des locuteurs à égalité avec la langue afrikaans parlée par 11 % de la population. Aussi, 30 % des Namibiens auraient des notions d'afrikaans, ou parleraient cette langue, donc au moins 40 % des Namibiens parleraient à des degrés divers l'afrikaans. La langue kwangali est parlée par 10 % de la population.
Quoique l'anglais soit la langue officielle, il n'est parlé que par moins de 1 % de la population en tant que langue maternelle et par 7 % de la population blanche ; il est souvent mal parlé, malgré la scolarisation obligatoire mais récente. 17 % de la population parle anglais[précision nécessaire]. La langue allemande est aussi présente sur le territoire ; elle est parlée notamment par les descendants des colons germaniques (environ 30 000 personnes) ou des immigrés germanophones ; elle est aussi parlée en seconde langue par 45 000 Namibiens, surtout dans les régions de Swakopmund, de Windhoek et de Caprivi. Le küchendeutsch est un sabir allemand parlé par 15 000 personnes noires africaines. L'allemand est donc parlé, à des degrés divers, par au moins 100 000 personnes en Namibie. La présence du portugais sur le sol namibien s'explique par la proximité du pays avec l'Angola. Le portugais serait parlé par environ 15 000 Namibiens, surtout dans la bande de Caprivi et le long de la frontière angolaise.
La Namibie est un pays très hétérogène sur le plan linguistique. En plus de ces langues d'héritage européen y coexistent huit langues et plus d'une vingtaine de dialectes principaux (silozi, otjihero, setswana, damara-nama, oshiwambo…).

### Religions
La population est entre 80 et 90 % chrétienne. L'évangélisation débuta en Namibie quatre siècles après que le navigateur portugais Diogo Cão eut apporté en 1484 la première croix chrétienne à Cape Cross. Plus de 60 % des chrétiens sont protestants luthériens, situation en grande partie due à l'héritage de la colonisation allemande et à l'évangélisation conduite par la Société des missions du Rhin, mais aussi résultat des efforts des missionnaires finlandais implantés dans le nord de la Namibie, qui ont donné naissance à l'Église évangélique luthérienne en Namibie. Une autre partie des chrétiens sont catholiques.
La Convention baptiste de Namibie a été officiellement fondée en 1984. En 2023, elle comptait 70 églises et 13 528 membres.
Les animistes seraient entre 5 et 10 % de la population namibienne. Il y a aussi des musulmans, très minoritaires, souvent issus de la communauté indienne, et qui sont tous concentrés dans les grands centres urbains, tout comme les Hindous, eux aussi issus de la communauté indienne.

### Index d'inégalité entre hommes et femmes
La Namibie est classée en 2021 au 6e rang mondial et rentre pour la première fois dans le top 10 des pays les plus égalitaires concernant le genre, avec un index d'écart entre les genres (Global Gender Gap Index) de 0,809, en forte progression depuis 2006, où il était de 0,686, la Namibie occupant alors la 38e place mondiale. La progression est effective dans tous les sous-indices— participation et opportunités économiques, niveau d'instruction, autonomisation politique et représentation dans les structures de prise de décision, santé et survie —, mais la principale progression est due à l'augmentation de ministres femmes (passées de 20 % à 39,1 %), à la présence d'une Première ministre et à la presque parité (44,2 %) des parlementaires. La progression des salaires féminins aboutit à un revenu moyen des femmes de 82,1 % de celui des hommes, plaçant la Namibie dans les 10 premiers pays en termes d'égalité salariale.

### Santé
La Namibie compte 6,1 médecins pour 10 000 habitants en 2018, concentrés dans les régions urbaines. Son système de santé a commencé à se déployer après l'indépendance et compte de nombreux médecins étrangers. La première formation en médecine du pays a ouvert en 2010 à l'Université de Namibie, alors que l'État envoyait jusque-là des étudiants dans de coûteuses universités étrangères, notamment en Afrique du Sud.
Selon l'ONUSIDA, la Namibie est confrontée à l'un des taux de VIH / sida les plus élevés du monde, avec 21,3 % des adultes contaminés.

### Éducation
En 2023, le taux d'alphabétisation atteint 92 %, et en 2013, près de 91 % des enfants sont scolarisés.
La Namibie compte deux universités publiques, toutes deux situées à Windhoek : l'université de Namibie et l'université des sciences et technologies de Namibie. Elle abrite aussi quatre universités privées accréditées par le NCHE.

## Politique et administration

### Organisation politique

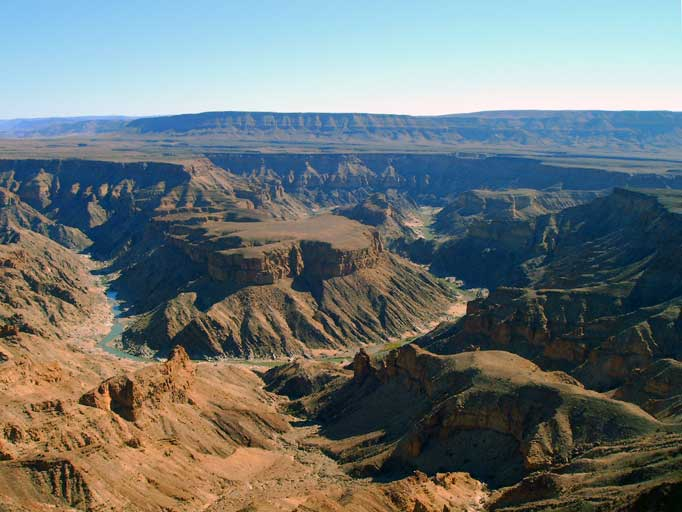
Canyon de la rivière Fish.

La Namibie est une république semi-présidentielle.
Le président de la République est élu au suffrage universel direct pour un mandat de cinq ans renouvelable une fois. Une exception fut faite pour le premier président, Sam Nujoma, qui n'avait pas été élu au suffrage direct pour son premier mandat, car il avait été désigné par l'Assemblée nationale. Il est le chef de l'exécutif.
Le Premier ministre est nommé par le président de la République.
Le Parlement de Namibie est composé de l'Assemblée nationale, qui exerce l'essentiel du pouvoir législatif, et du Conseil national, dont le rôle est d'examiner les projets de loi adoptés par l'Assemblée nationale et de faire des recommandations de législation sur des questions d'intérêt régional à celle-ci.

### Subdivisions

Carte des 14 régions de Namibie.

Depuis 2013, la Namibie est divisée en 14 régions :
1. Kunene (Opuwo) ;
2. Omusati (Outapi) ;
3. Oshana (Oshakati) ;
4. Ohangwena (Eenhana) ;
5. Oshikoto (Omuthiyagwiipundi) ;
6. Kavango East (Rundu), issue de la scission de la région de Kavango ;
7. Zambezi (Katima Mulilo) depuis le 9 août 2013, auparavant Caprivi ;
8. Erongo (Swakopmund) ;
9. Otjozondjupa (Otjiwarongo) ;
10. Omaheke (Gobabis) ;
11. Khomas (Windhoek) ;
12. Hardap (Mariental) ;
13. ǁKaras (Keetmanshoop), auparavant Karas ;
14. Kavango West (Nkurenkuru), issue de la scission de la région de Kavango.

## Culture et patrimoine

### Cuisine
- Cuisine namibienne
- Fruits du Marula
- Ver mopane

### Fêtes et jours fériés
| Date        | Nom français                                 | Nom local                      |
| ----------- | -------------------------------------------- | ------------------------------ |
| 1er janvier | Jour de l'an                                 | New Year's Day                 |
| 21 mars     | Fête de l'indépendance (fête nationale)      | Independence Day               |
| 6 avril     | Vendredi saint                               | Easter Friday                  |
| 9 avril     | Lundi de Pâques                              | Easter Monday                  |
| 1er mai     | Journée internationale des travailleurs      | Workers Day                    |
| 4 mai       | Journée de Cassinga                          | Cassinga Day                   |
| 17 mai      | Ascension du Seigneur                        | Ascension Day                  |
| 25 mai      | Journée de l'Afrique                         | Africa Day                     |
| 26 août     | Fête des héros                               | Heroes Day                     |
| 10 décembre | Journée Internationale des Droits de l'Homme | International Human Rights Day |
| 25 décembre | Noël                                         | Christmas Day                  |
| 26 décembre | Fête de la famille                           | Family Day                     |

### Cinéma

#### Namibie dans les films étrangers
La Namibie sert régulièrement de cadre à des films d'aventure étrangers. En 1965, le film britannique Les Sables du Kalahari suit les survivants d'un avion écrasé dans le désert namibien, qui affrontent toutes sortes de périls pour tenter de revenir vers la civilisation. Lost in the Desert (1969) du Sud-Africain Jamie Uys relate aussi l'histoire d'un petit garçon perdu dans le Kalahari à la suite de l'accident d'un petit avion. Crinière au vent, une âme indomptable, film américain de Sergueï Vladimirovitch Bodrov (2001), relate une histoire d'amitié entre un jeune garçon et un cheval promis au dur destin des travailleurs dans les mines au début du XXe siècle, en Namibie. Le film The King Is Alive, du Danois Kristian Levring, tourné selon l'esthétique du courant du Dogme95, sorti en 2000, met en scène un groupe de touristes égarés dans un désert namibien, coupés du monde et qui entreprennent de monter une pièce de théâtre pour éviter la dégradation des relations humaines au sein du groupe.
Le film sud-africain de 1980 Les dieux sont tombés sur la tête met en scène un acteur namibien, N!xau.
En 2007 sort Namibia (Namibia: The Struggle for Liberation), un film épique réalisé par Charles Burnett et coproduit par la Namibie et les États-Unis ; il retrace la lutte pour l'indépendance du pays à travers le parcours de Sam Nujoma qui fut le premier président du pays à son indépendance. En France, le film est sorti directement en DVD.
En 2012, la Namibie devient le théâtre du tournage du film de George Miller Mad Max: Fury Road, 4e opus de la série.

#### Cinéma namibien
L'industrie et la culture cinématographiques proprement namibiennes se développent peu à peu. Fin 2009, l'ONG AfricAvenir lance la Namibian Movie Collection, une collection de films namibiens ou évoquant la Namibie, qui vise à promouvoir et à diffuser le cinéma namibien, en lien avec des institutions comme le Centre culturel franco-namibien,. Fin 2012, la collection regroupait cinquante films.

### Parcs nationaux

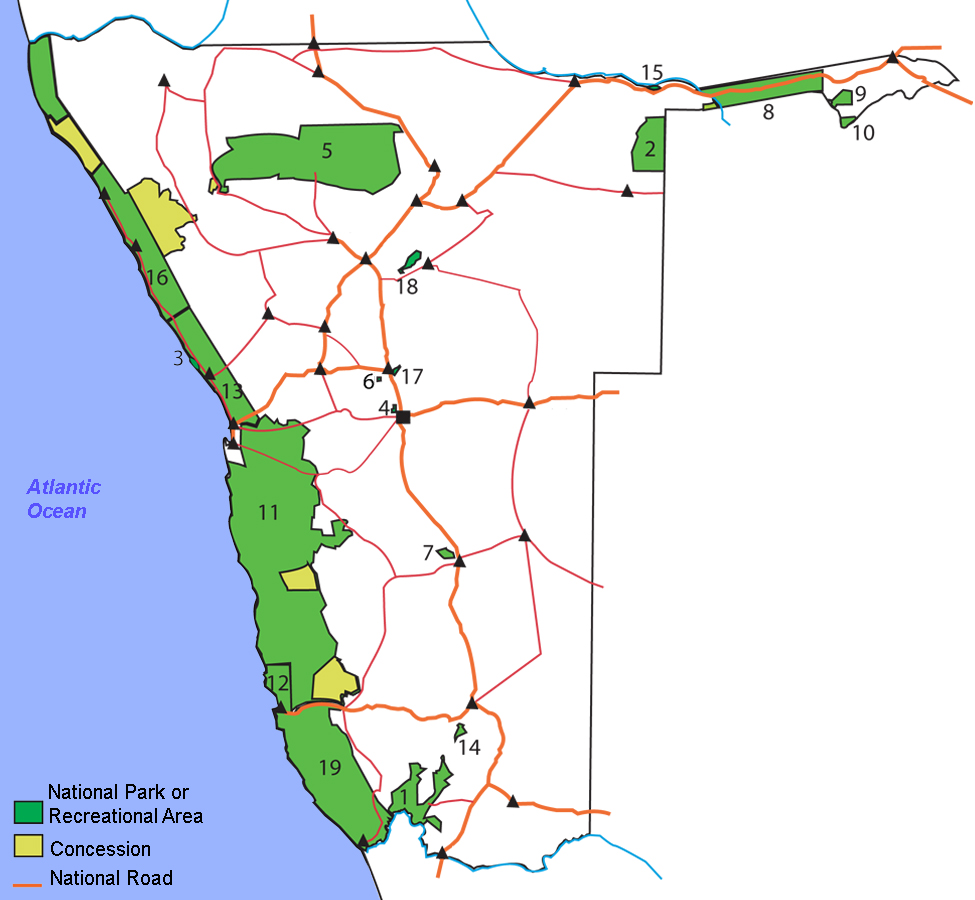
Plan des parcs de Namibie.

Les aires protégées de Namibie sont gérées par le Ministry of Environment and Tourism. À l'origine, ces parcs avaient été créés afin de mettre en valeur les terres improductives. À cette époque, l'attention n'était pas prêtée aux projets de conservation du patrimoine. La législation ayant évolué, des moyens furent mis en œuvre tant et si bien que le pays est devenu un leader mondial dans la gestion de la faune.

Les parcs nationaux de Namibie sont les suivants :
- le parc national de Bwabwata ;
- le parc national d'Etosha ;
- le parc national de Khaudom ;
- le parc national de Nkasa Rupara ;
- le parc national de Mangetti ;
- le parc national de Mudumu ;
- le parc national de Namib-Naukluft ;
- le parc national de Skeleton Coast ;
- le parc national de Sperrgebiet ;
- le parc national de Waterberg.

La Namibie compte d'autres zones protégées :Floriane Dupuis, « Parcs du Richtersveld : Le pays où les pierres fleurissent », Terre sauvage, vol. 1201,‎ 1er décembre 2011, p. 23–25
- le parc transfrontalier du ǀAi-ǀAis/Richtersveld[57] comprenant le Canyon de la rivière Fish ;
- la réserve du Cape Cross[58] ;
- les réserves de la côte des Squelettes[58] ;
- le parc naturel de Daan-Viljoen-Wildpark ;
- le massif du Brandberg dans le Damaraland ;
- les Gross Barmen Hot Springs ;
- la National West Coast Recreation Area ;
- le Popa Game Park (en) ;
- le South West Nature Park.

En plus des neuf aires protégées et des dix parcs nationaux, la Namibie compte 76 conservatoires communautaires sur une superficie de 155 000 km2, l'équivalent de 19 % du territoire. Depuis 1996, la loi permet aux populations de gérer les territoires sur lequel elles vivent. Elles deviennent responsables de la faune, assurent sa sécurité et perçoivent les bénéfices du tourisme. Afin de donner un coup de pouce à la nature, le gouvernement a accéléré le processus en déplaçant au besoin des animaux en provenance des parcs nationaux ou autres réserves vers les conservatoires.

## Galerie

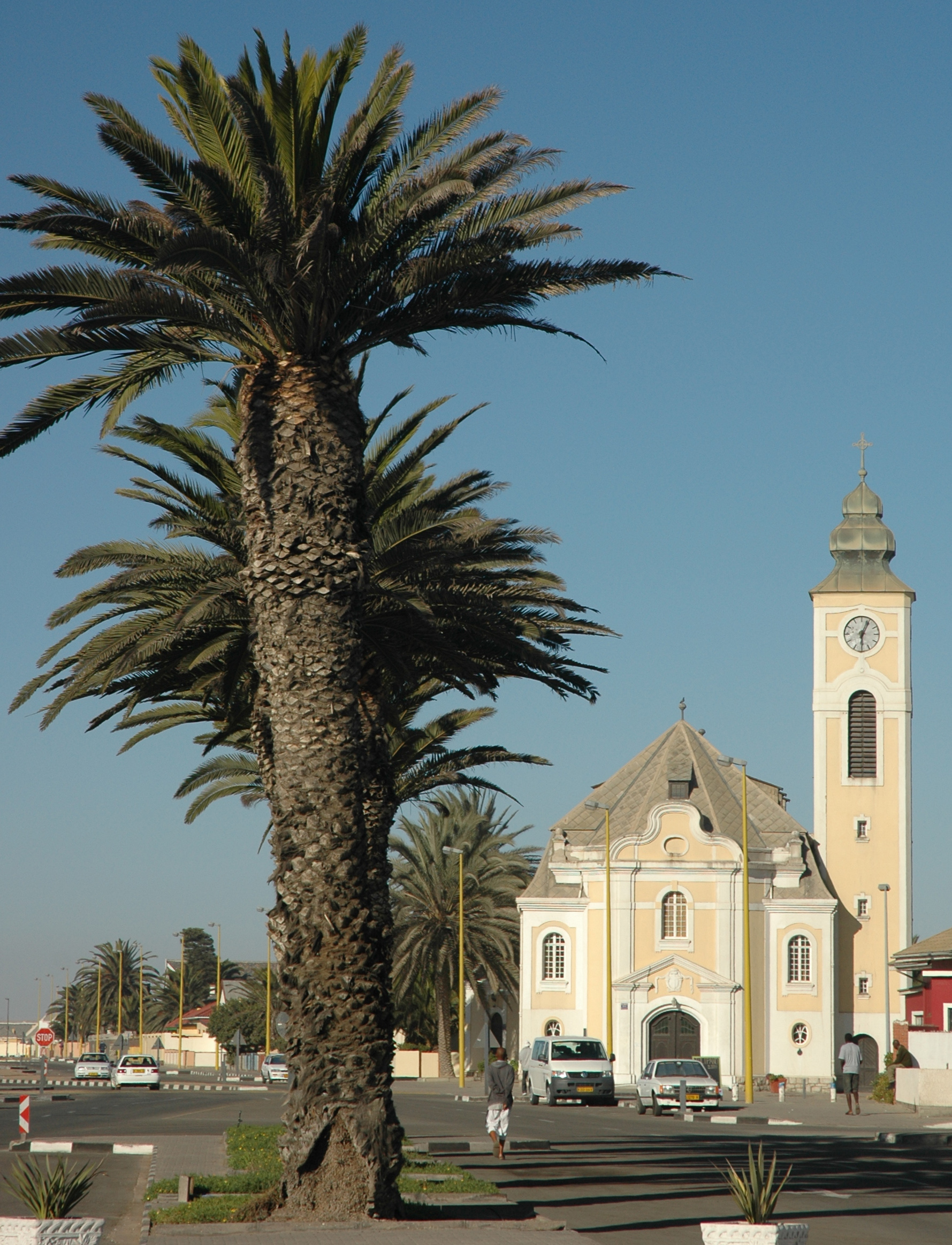
Swakopmund, Erongo.
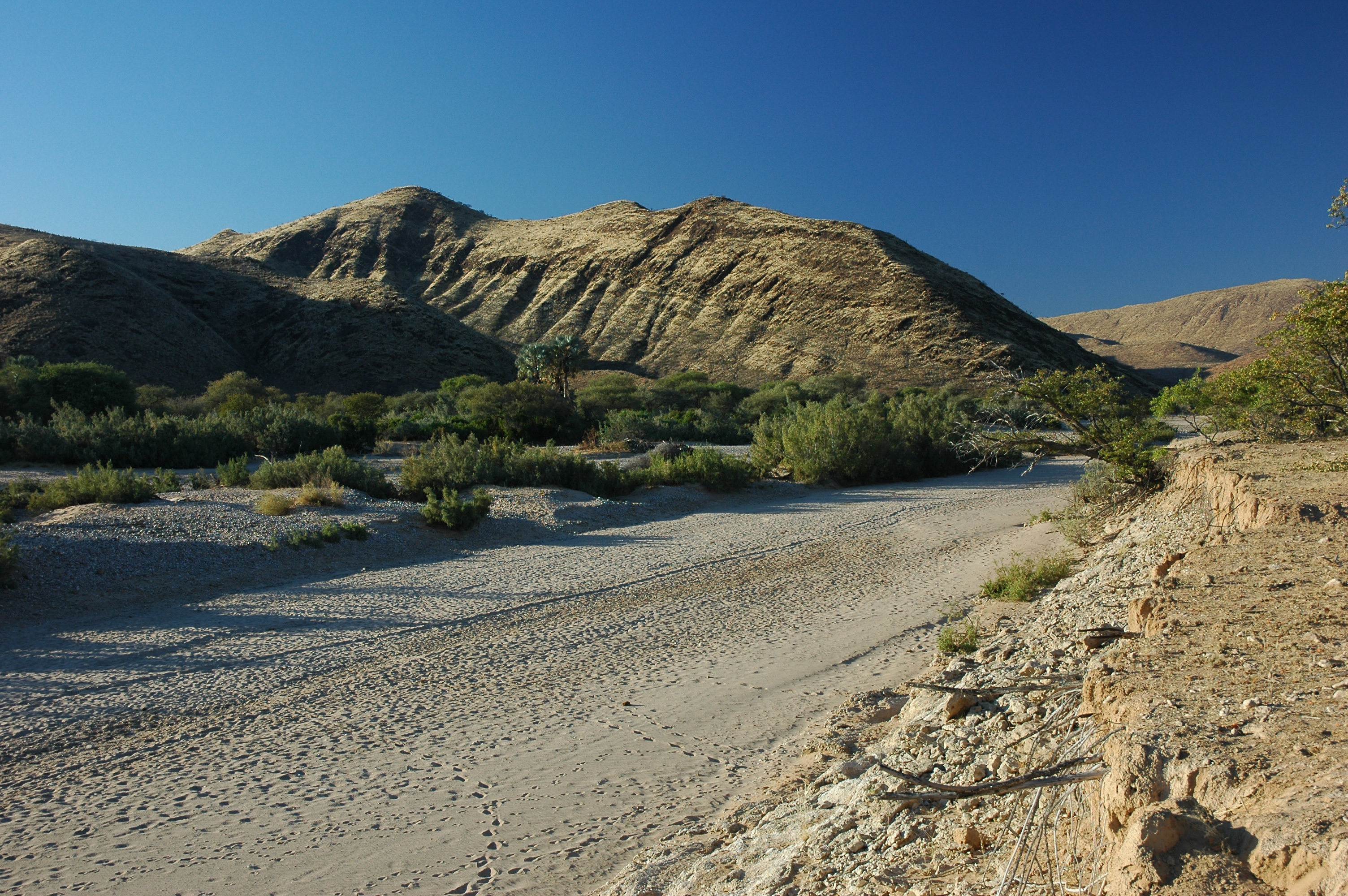
Kaokoland.
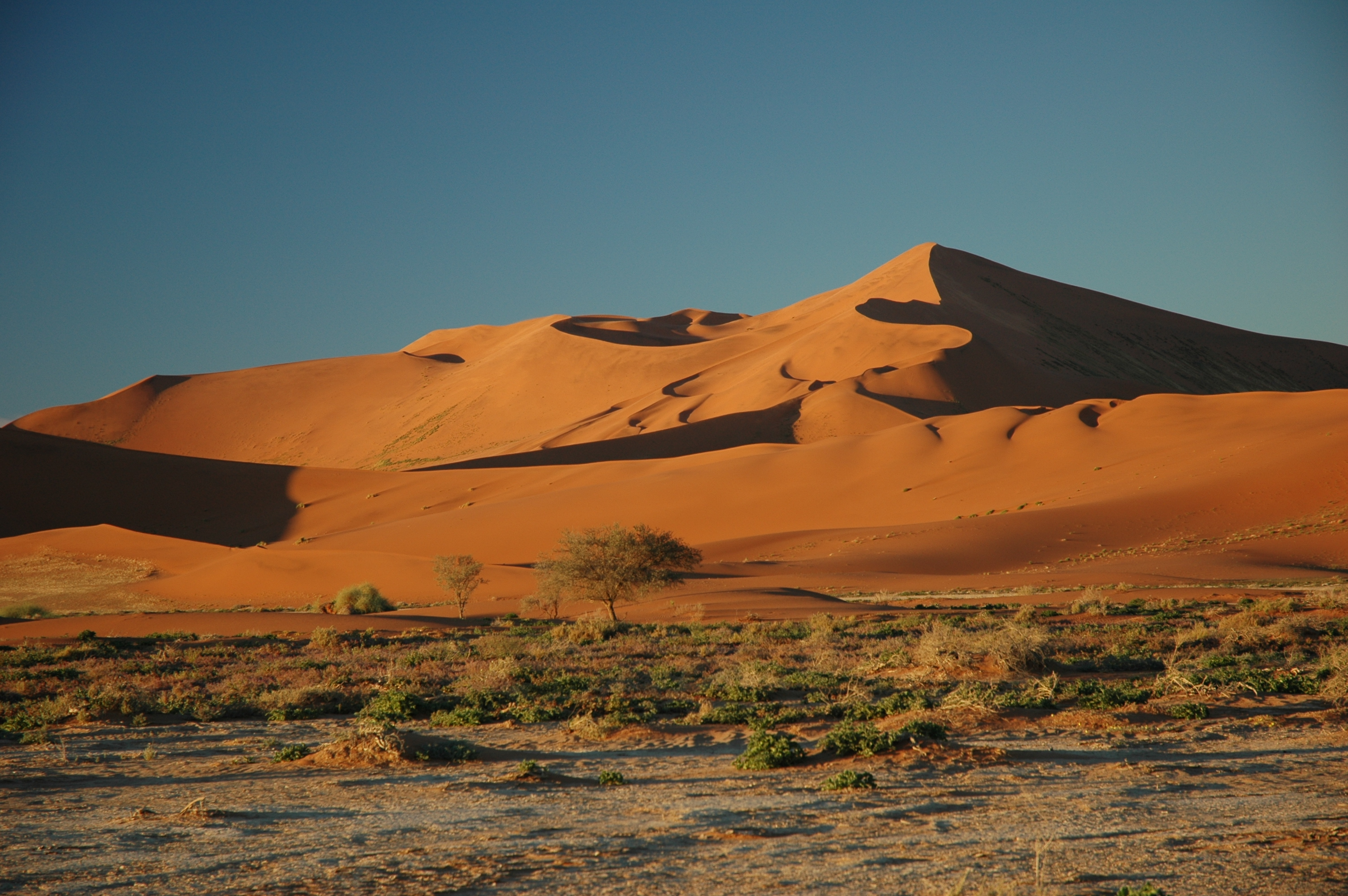
Sossusvlei.
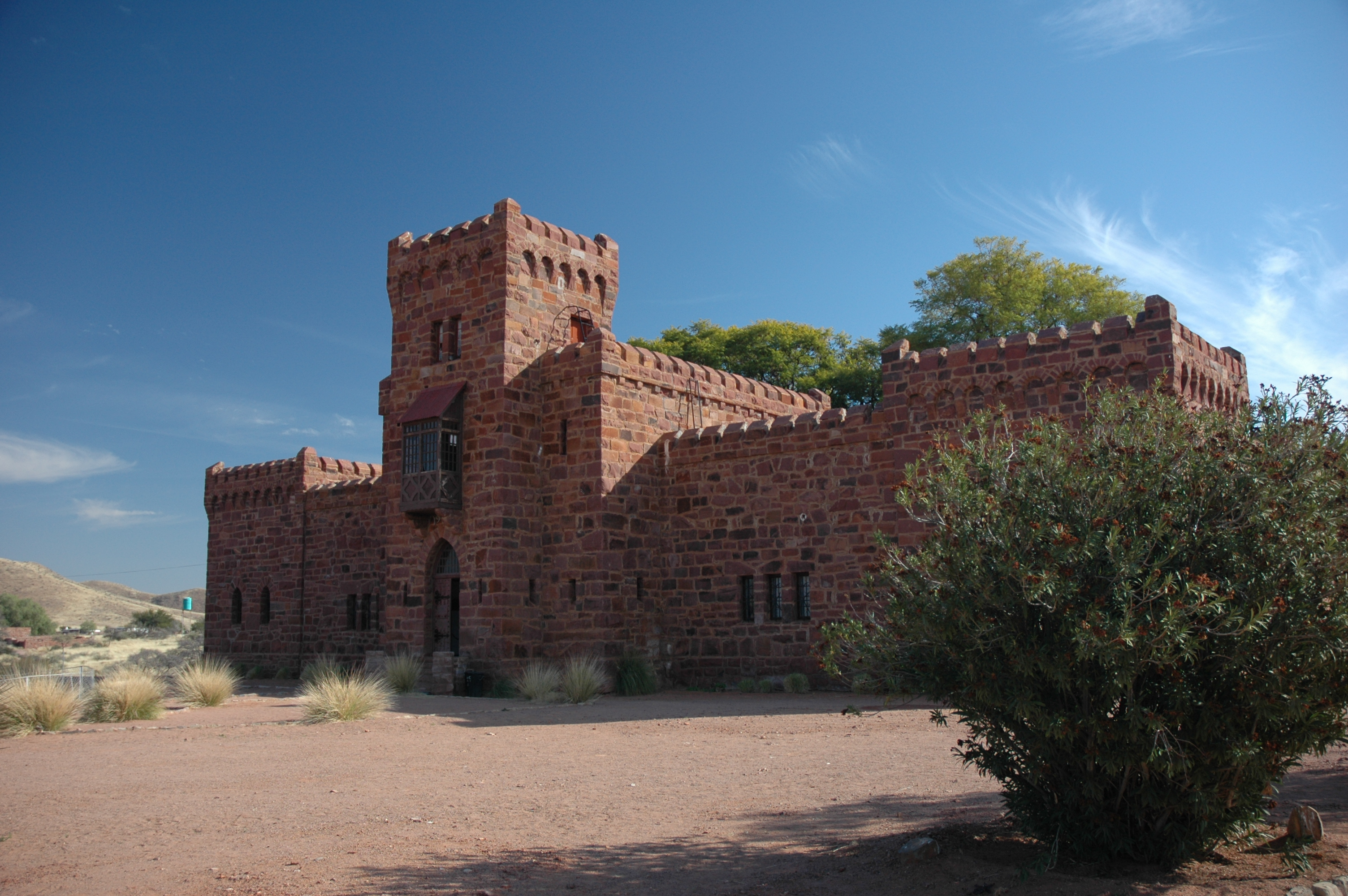
Château de Duwisib.
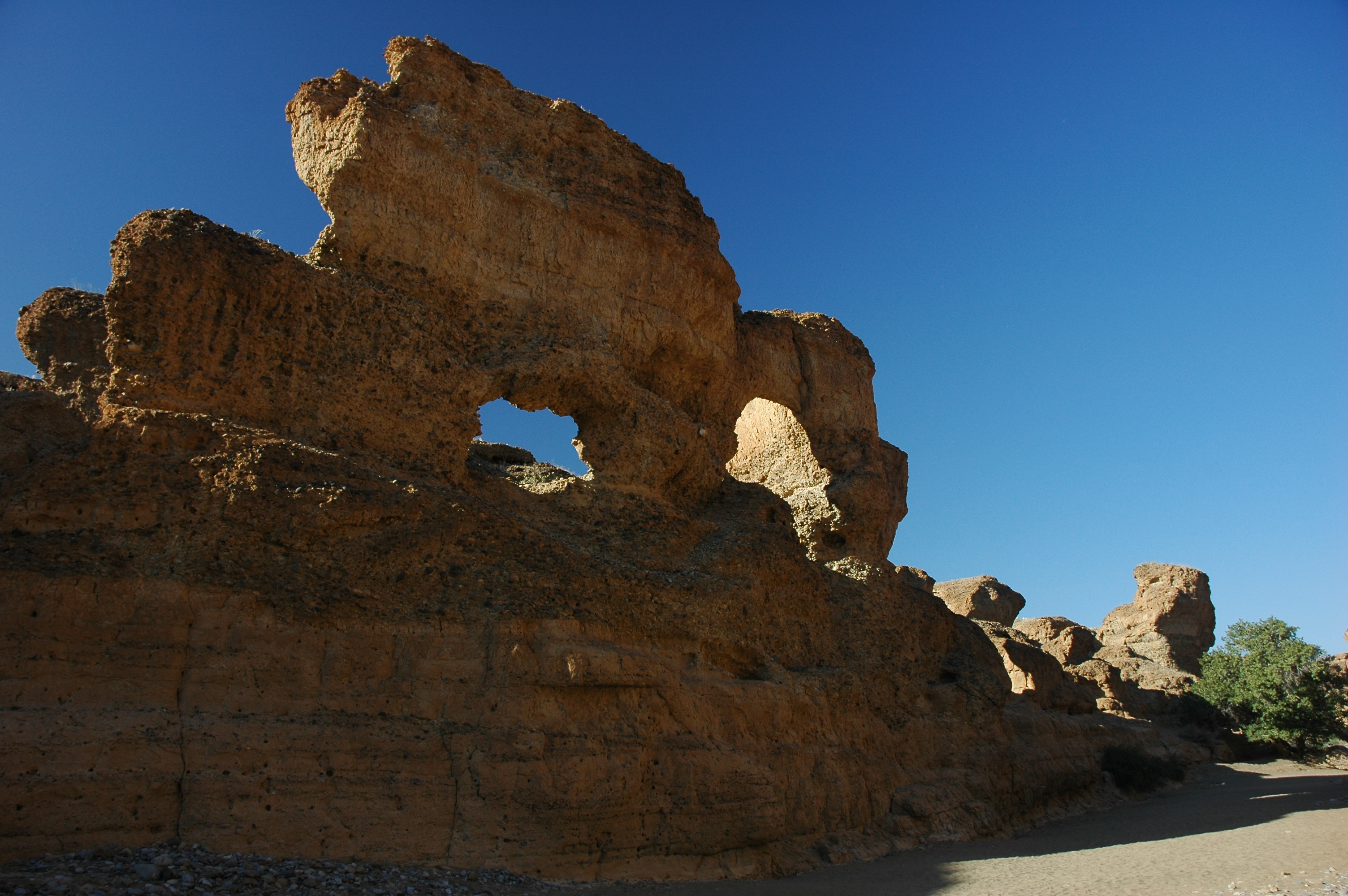
Sesriem canyon.
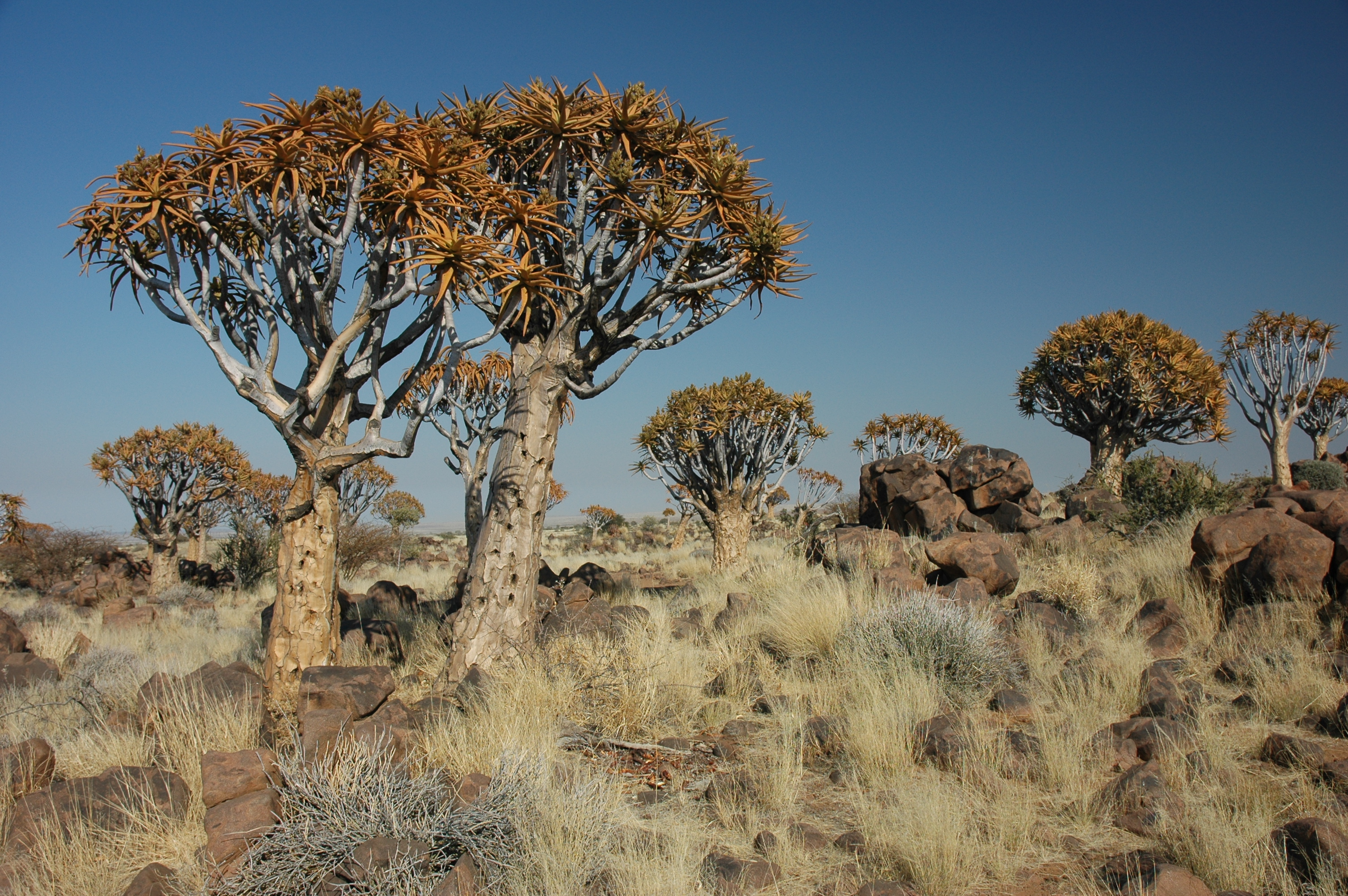
Quivertree Forest, ǁKaras. [réf. souhaitée]
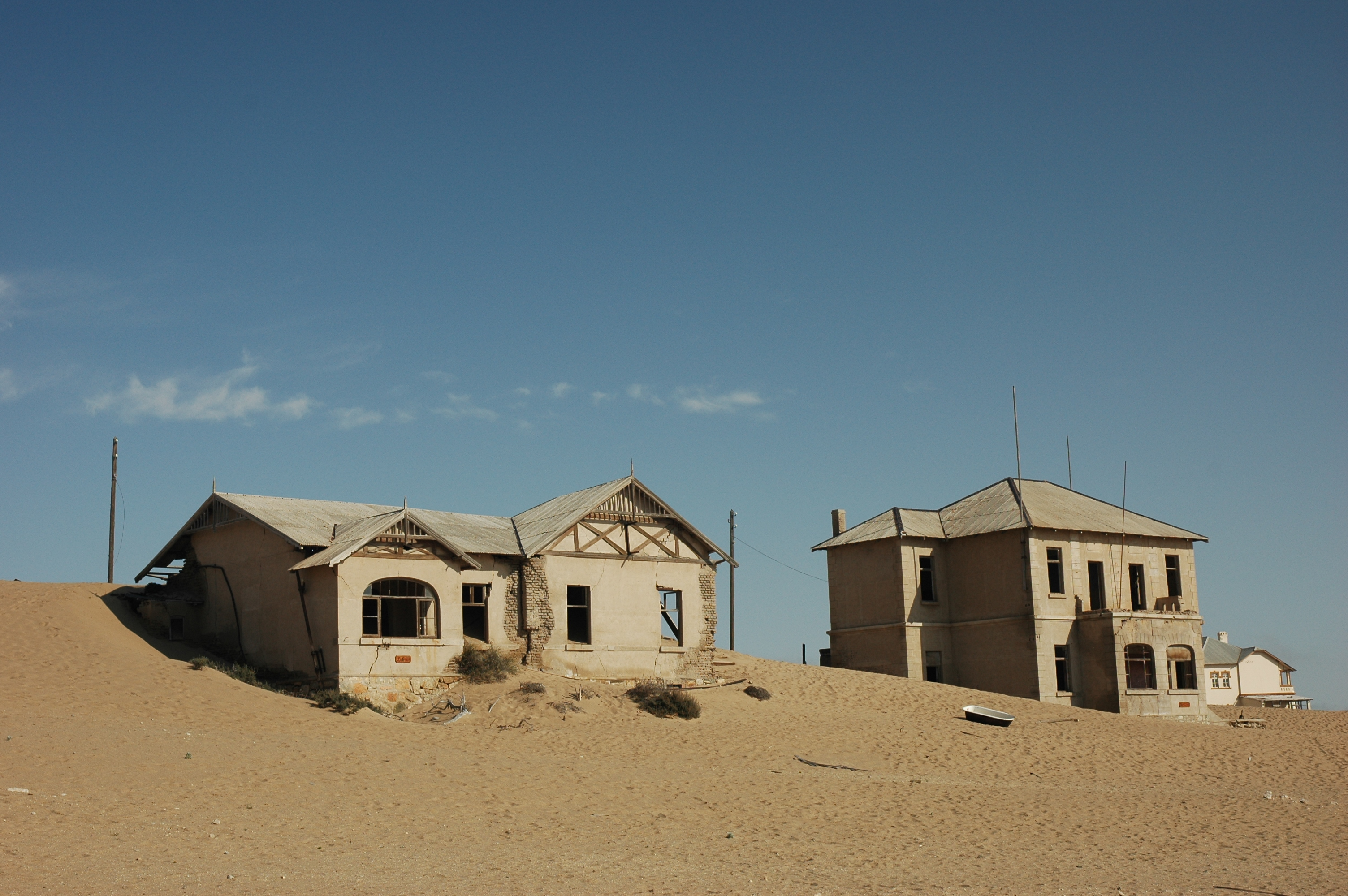
Kolmanskop, ǁKaras.
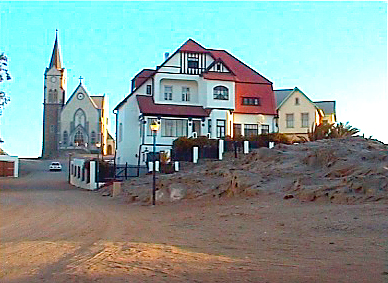
Lüderitz, ǁKaras.
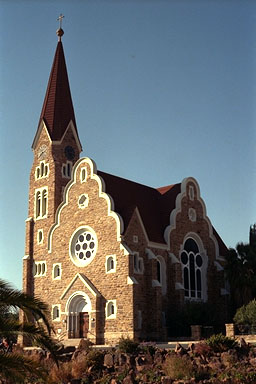
Windhoek, Khomas.
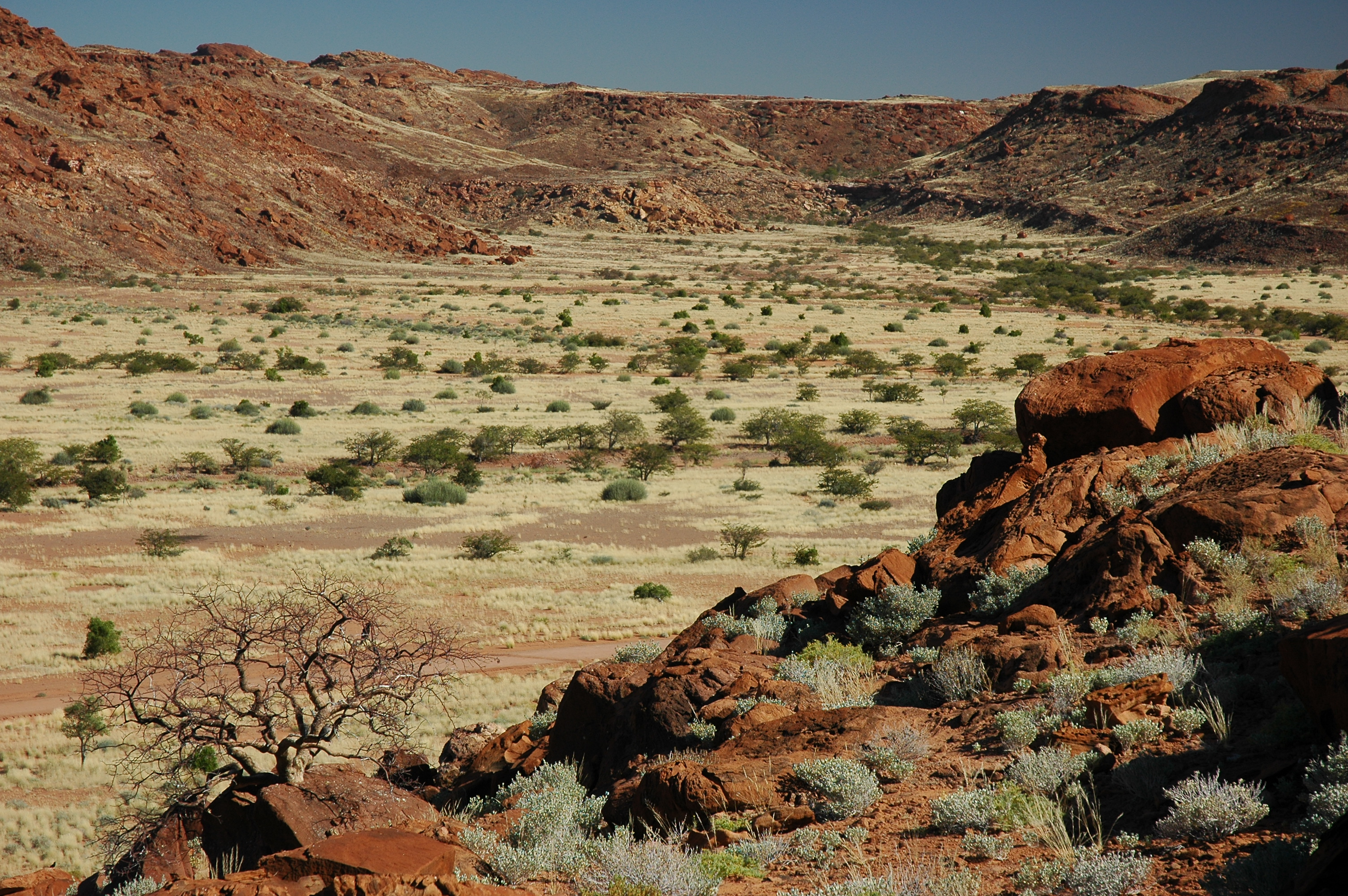
Twyfelfontein.
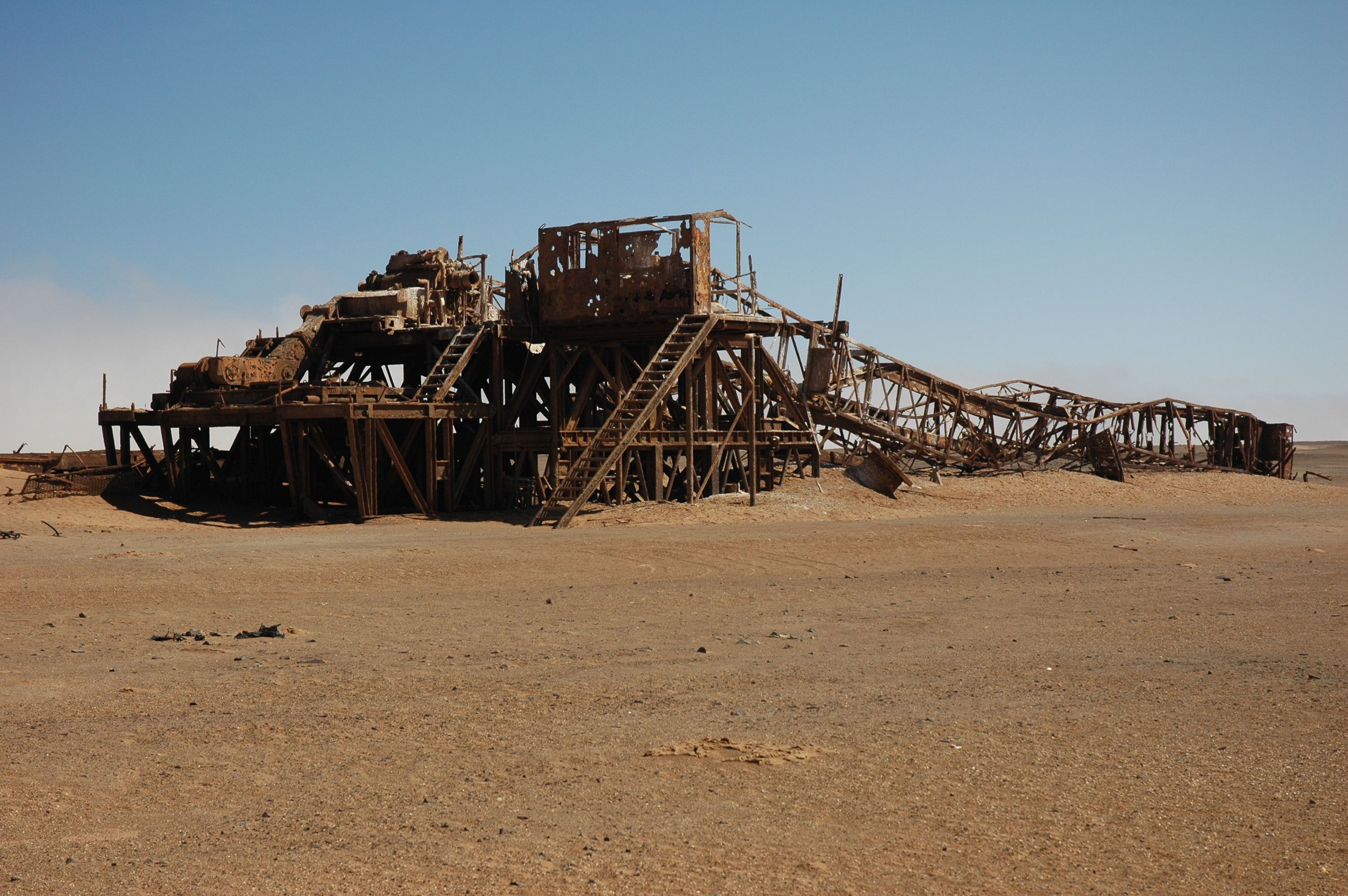
Côte des Squelettes.
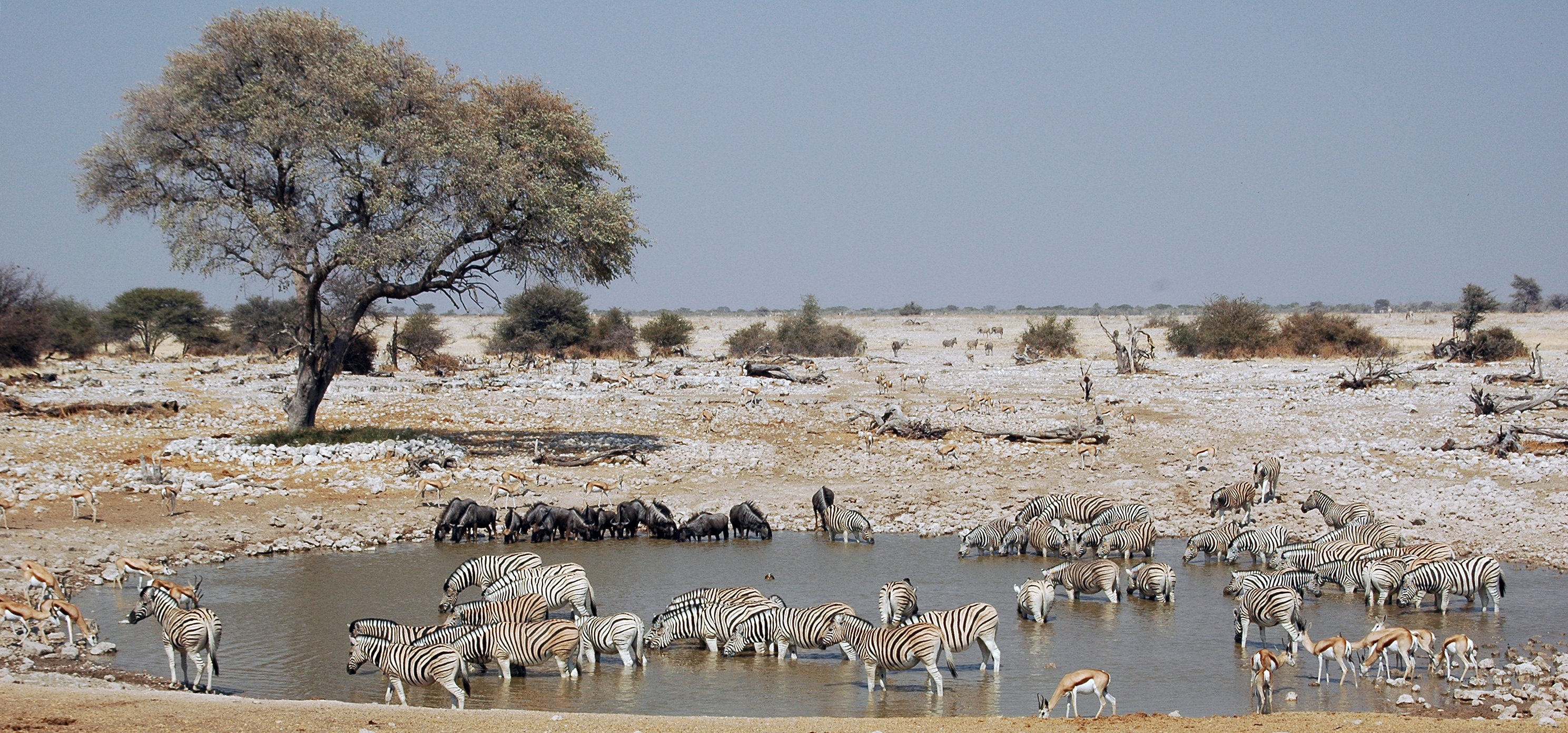
Parc national d'Etosha.
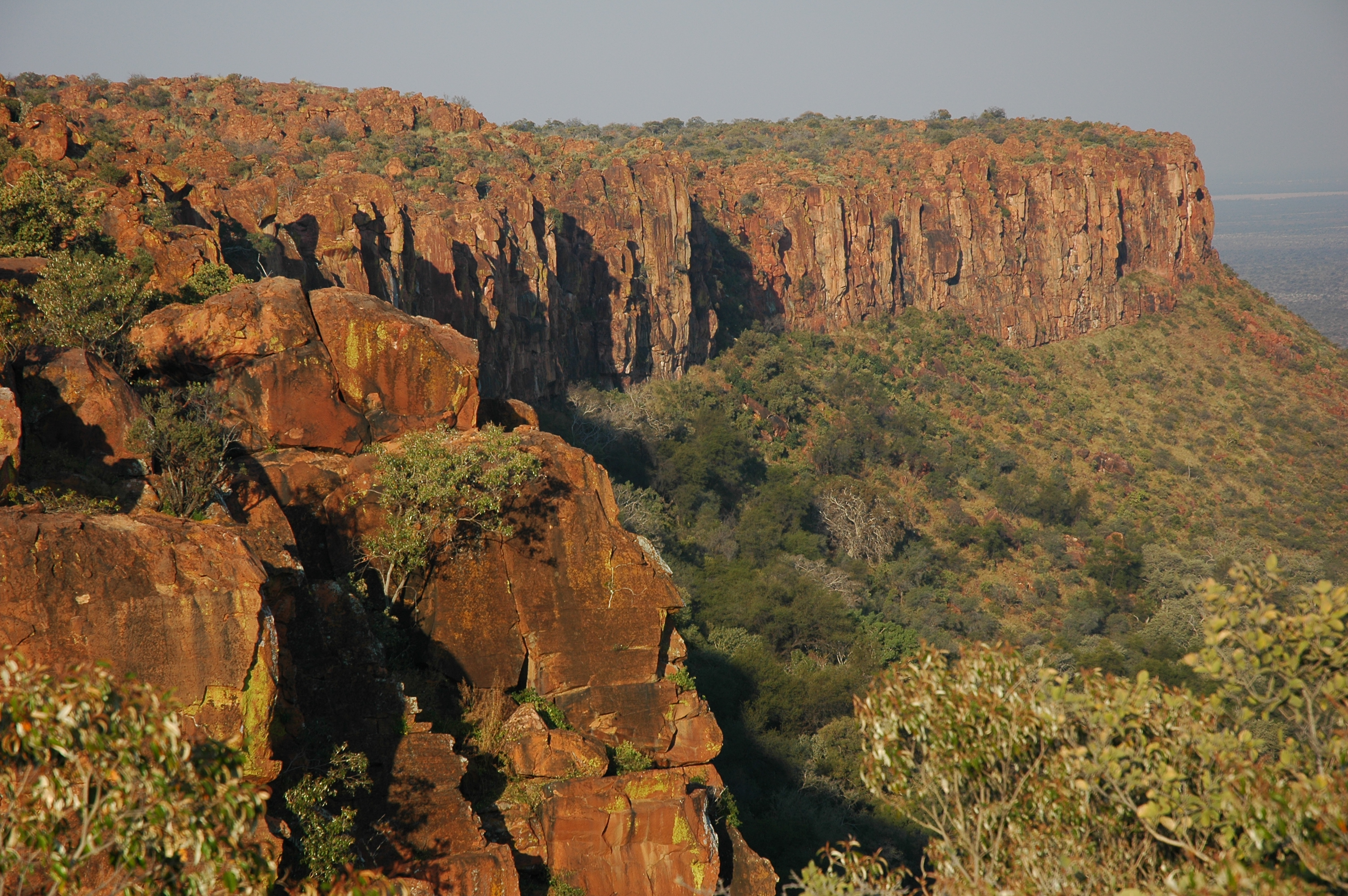
Waterberg Plateau, Otjozondjupa.
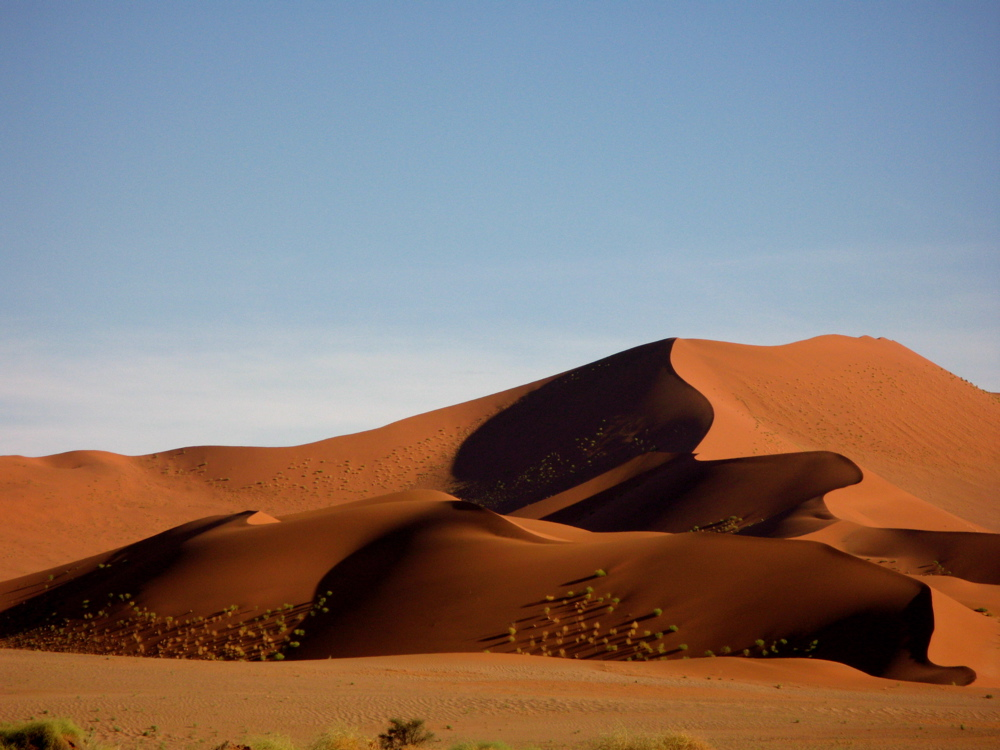
Dunes du désert du Namib.
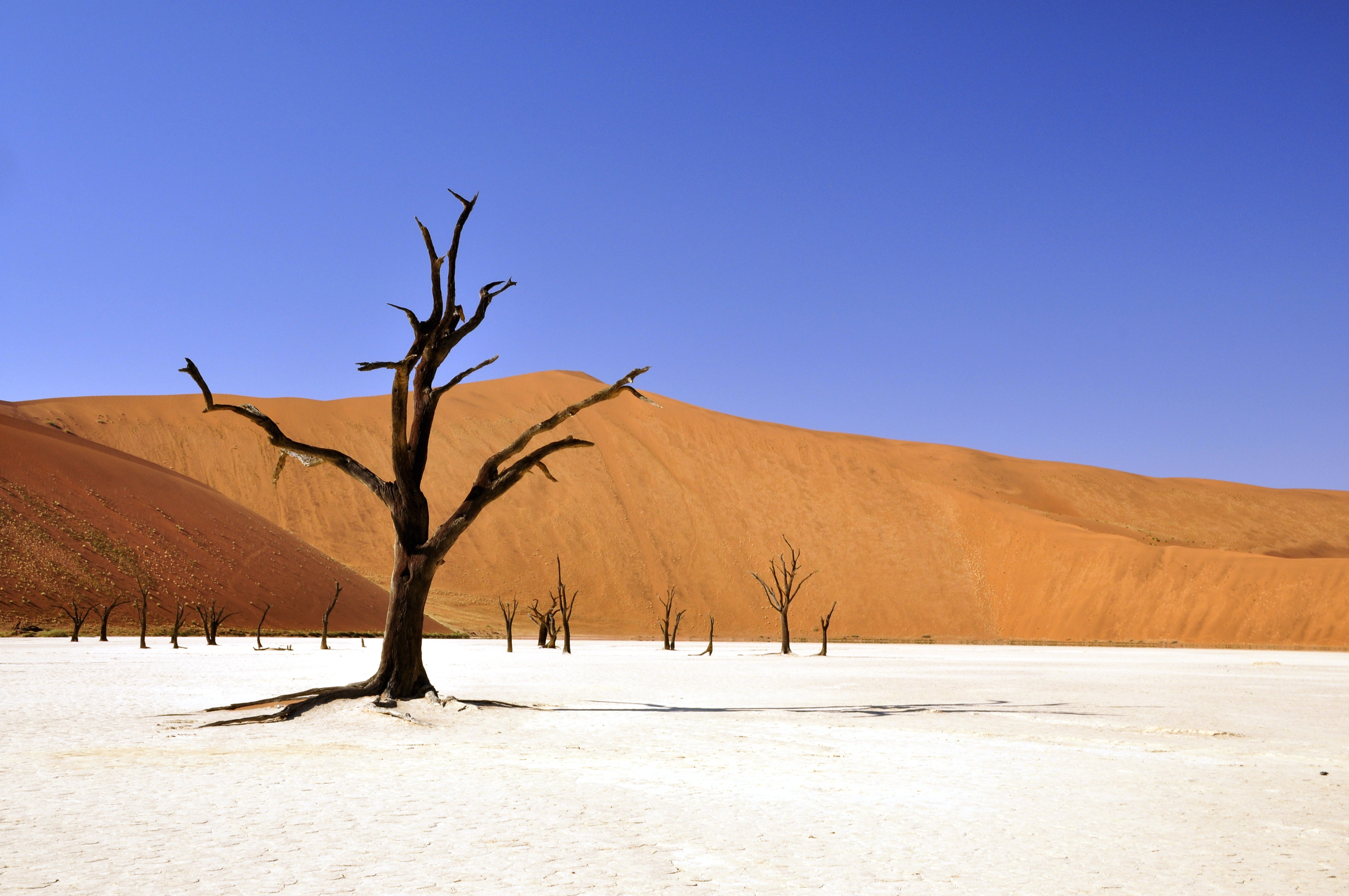
Dead Vlei.

## Voir aussi

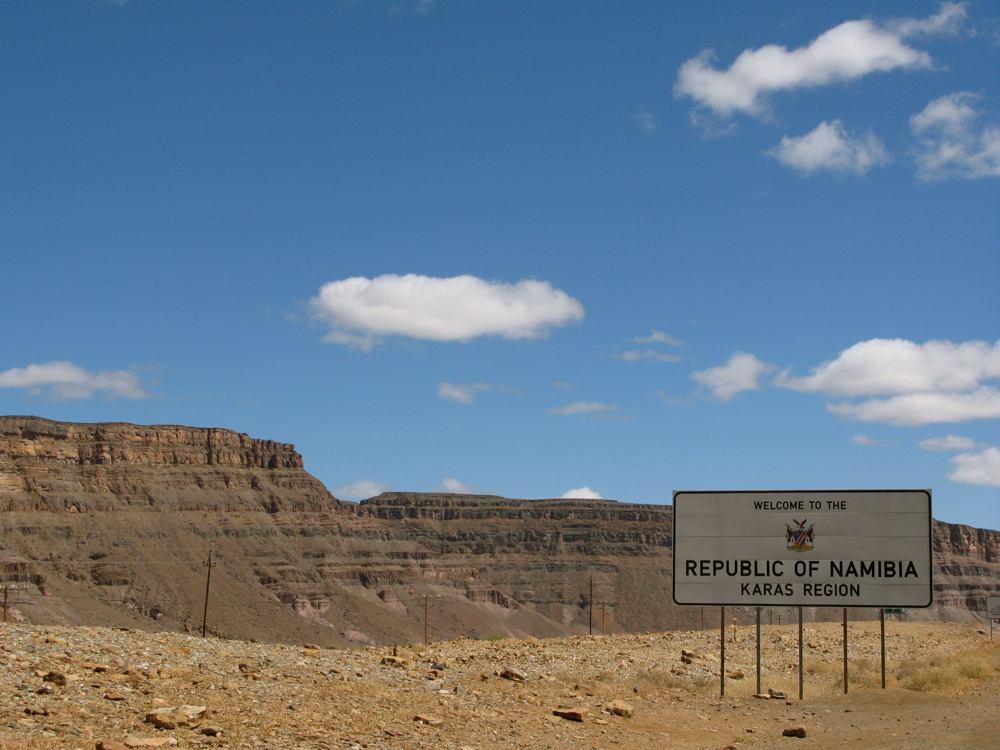
Paysage à la frontière de la Namibie et de l'Afrique du Sud.

### Filmographie
- (en) Craig Matthew, The Living knowledge archive : the foutain of stories, Namibia, Paris, Unesco, 2006, vidéo, DVD
- Claude Cailloux, Retour en Namibie, Issy-les-Moulineaux, TF1 vidéo, 2001, 78 min, DVD
- Yan Proefrock, La Namibie avec Elsie Herberstein, Paris, Gedeon Programmes, 2008, 52 min, DVD
- Rendez-vous en terre inconnue avec Muriel Robin chez les Himbas en Namibie, Paris, Suresnes, France Télévisions distribution & Gaumont Columbia Tristar, 2008, DVD
- Éric Valli, La piste, Gaumont Columbia Tristar Films, 2004, DVD